# アカメが斬る!
『アカメが斬る！』（アカメがきる、Akame ga KILL!）は、原作：タカヒロ、作画：田代哲也による日本の漫画作品。『月刊ガンガンJOKER』（スクウェア・エニックス）で2010年4月号から2017年1月号まで連載。また、その前日談として描かれた『アカメが斬る！零』（アカメがきる ゼロ、原作：タカヒロ、作画：戸流ケイ）を『月刊ビッグガンガン』（同社刊）で2013年Vol.11から2019年Vol.2まで連載された。2020年11月時点でシリーズ累計発行部数は410万部を記録している。
2014年1月にテレビアニメ化が発表され、同年7月より12月まで放送された。

## 作風
帝国の圧政によって苦しむ村の少年剣士・タツミは、旅の途中で殺し屋集団「ナイトレイド」の一員である赤目の少女・アカメと出会う。そして仲間達と共に、腐敗した帝国に立ち向かう。中世的なSF要素を織り交ぜたダークアクションファンタジー。
罪のない弱者が虐げられて命を落とす無慈悲な描写やそれにまつわる暴力や殺戮などの凄惨な描写に加え、第1話の前口上や弱者の晴らせぬ恨みを晴らす復讐代行者というコンセプトから、必殺シリーズを意識していることがうかがえる作風となっている。
サブタイトルは最終話を除き、他はすべて「○を斬る」。

## ストーリー
重税に苦しみ寂れてしまった村で生まれ育った少年剣士タツミは帝都軍の兵士を目指し、出世して村を潤そうと、幼馴染の少女サヨと少年イエヤスと共に帝都への旅に出るが、道中、三人は夜盗の襲撃によって離れ離れになる。
辛くも一人で帝都に辿り着いたタツミだったが、その日のうちにレオーネという女によって路銀を全て騙し取られてしまう。途方に暮れるタツミだったが、通りすがりの貴族の少女アリアに助けられる。
帝都でアリアの護衛として働くことになったタツミは、同僚の護衛から、現在の帝国が腐敗していること、帝都の治安が乱れていたり自分の村に課せられた重税がその一端であること、そしてその原因が大臣であることを知らされると共に、帝都の富裕層や重役を狙う殺し屋集団ナイトレイドの存在を知る。
ある日の夜半、ただならぬ殺気で目を覚ましたタツミは、窓の向こうに殺し屋集団ナイトレイドを見る。タツミが「同僚の護衛に加勢してナイトレイドと戦うか」「それとも家人の元に駆けつけて彼らを守るべきか」と悩んだ一瞬の間に、同僚の護衛はナイトレイドによって全て始末されてしまう。きびすを返し、急ぎアリアの元に駆けつけたタツミの前に立ちはだかったのはナイトレイドの剣客アカメと、帝都に辿り着いたその日に彼から路銀を騙し取った巨乳の美女レオーネだった。
アリアを斬ろうとするアカメに対し「罪もない女の子を殺すのか」と立ちはだかり、刃を交えるタツミ。アカメはそんなタツミ諸共に標的を斬ろうとするが、レオーネはそんなアカメを「その少年には借りがある」と静止し、タツミに残酷な真実を突きつける。
アリアとその家族は、表向きは夢を見て帝都にやってきたものの路頭に迷った田舎者たちに善意を施していたが、裏では彼らを相手に残虐な実験や拷問を繰り返して嬲り殺すことを楽しんでいるサディスト一家であり、その犠牲者の中に道中で離れ離れになったタツミの幼馴染サヨとイエヤスを見つける。
帝都の影に潜む真実を知って忘我するタツミ。そんな彼を他所にアカメがアリアに斬ろうとするが、その寸前タツミが自らの剣でアリアを斬る。
憎い相手とは言え一遍の迷いもなくアリアを斬り殺したタツミを気に入ったレオーネは、彼をナイトレイドのアジトに強引に連れ帰る。
そこでナイトレイドの目的を知り、同時に後戻りできなくなったタツミは帝都の腐敗を正すべく、その原因たる帝都の要人暗殺を掲げる殺し屋集団ナイトレイドの一員となることを決意する。

## 登場人物

### 主人公
タツミ
声 - 斉藤壮馬
本作の主人公。
血気盛んで少々無鉄砲な夢にあふれる少年。地方の出身であるため世情に疎く、帝都での常識をほとんど知らない。一方で、野生生物の特性や危険区分などには詳しい。
重税により貧困にあえぐ故郷の村を救うため、幼なじみのサヨ、イエヤスとともに帝都に向かうが、夜盗の襲撃により離散する。その後、単身で帝都に辿り付くが、一兵卒からの入隊であることに反発したため軍への入隊を断られ、さらにレオーネに騙され無一文となる。その晩、野宿していたところをアリアに拾われ、彼女の父からサヨとイエヤスの捜索と軍への推薦を取りつける約束をしてもらうと同時に、アリアの護衛を任される。その次の晩、アリア一家の屋敷を襲撃に来た「ナイトレイド」と遭遇。アリアを殺そうとするアカメと戦闘になり死にかけるもレオーネによって戦闘が中断される。当時はなぜ罪も無いアリアを殺そうとするのかと疑問を投げていたがレオーネによって一家の闇をみせつけられ、サヨとイエヤスがその犠牲になっていたことを知り、アリアを斬殺する。その思い切りの良さと剣の腕をレオーネに買われ、ナイトレイドに勧誘（半ば誘拐）される。始めは殺し屋稼業を躊躇うが、ナイトレイドの理念と自らの利害の一致により、ナイトレイドに加入し、修羅の道を歩んでいくことになる。
年上ウケがよく、ナジェンダいわく「年上キラー」。レオーネ、シェーレ、ブラートにもかわいがられ、チェルシーにも気にかけられており、エスデスにも気に入られる。やがて恋仲となるマインも、彼より1歳年上。
一級危険種の土竜を狩ったり、手ほどきをうけずとも帝都警備隊隊長のオーガをたおすなど、剣の腕はなかなかのもの。また、アカメほどではないものの素早いため、暗殺に向いている。しかし 性根が優しいため非情になりきれないことも多く、暗殺後に父の様子を見に来た子どもの悲鳴を聞いた時には殺したことを後悔したような表情を見せるなど暗殺者としては少々甘い面も見受けられた。
アカメいわく「のびしろの塊で鍛えていけば将軍級の器」であり、ブラートやエスデスといった実力者からもそのポテンシャルを認められている。ただし実戦経験が不足しているため、苦戦を強いられることが多い。
恋愛方面に関してはかなり鈍感だが、マインから告白を受け、正式につき合うことになった。交際して以降はマインと確かな愛を育み、彼女が廃人となって革命軍本部に移送される際も全ての戦いが終わったら迎えに行くことを誓い、その時は結婚してくれるようプロポーズしている。
物語当初は帝具は持っておらず、自前の剣を使用。一度だけ「スペクテッド」を使用したが、拒絶反応が出た。その後、ブラートから「インクルシオ」を託され適合し、彼の魂と共にインクルシオを引き継ぐ。引き継ぎ当初は拳による攻撃が主体であったが厳しい環境での幾多の戦闘や修行を経て副武装のノインテーターまで使いこなしている。
やがてエスデスとの交戦を開始する際には、ラバックの死を招いた悔恨とマインを守り抜くために不条理に打ち勝つ力を強く求めた結果インクルシオがさらに進化。マントが消えて竜人のような外見になり、エスデスの氷柱を一撃で真っ二つに割ったり、一瞬ではあるが、凍りついた時空に適応してエスデスに攻撃を当てるなど以前とは桁外れな力を得た。その他にもブドーの雷撃受けたことで雷撃に対する耐性、オネストに盛られた毒に耐え抜いたことをきっかけに毒物に対する耐性も得た。しかし、その一方で、インクルシオに「どれだけ苦しくてもかまわない。力を限界まで引き上げてくれ」という無理強いをしたために肉体がインクルシオに侵食され竜の体へ近づき始めており、このまま装着を続けていくと完全に肉体を喰われてしまうという危険性を孕んでおり、あと3、4回程度しか装着できない状態となっており、コスミナ戦後には半身が龍そのものになっていたり、ウェイブ戦後にも目立ってはいなかったが龍のツノが生えて手も龍のものになっているなどそのリスクの大きさを物語っている。
最終決戦ではシコウテイザーとの戦いで本来なら絶命してもおかしくないほどの致命傷を負ったが、インクルシオとのさらなる融合と進化により能力と姿が変わり、シコウテイザーを倒す。だが、その代償としてインクルシオに大半を喰われ、自我を保つことが出来なくなりアカメに己を斬るように頼む。アカメの村雨によって斬られたが、その時点でタツミとインクルシオの二つの生命が存在しており、後にアカメが「小さい命ではなく大きい方の命を斬った」ことによりタツミは生還。姿は竜のままとなったがマインのもとへ帰還し、決戦前にマインが宿していた子供と共に辺境で穏やかに暮らす。なお自身の村にも帰ったらしく、竜の姿になったタツミを見て村中が大騒ぎになったとのこと。
アニメ版では皇帝の操るシコウテイザーと戦い、インクルシオを進化させ見事勝利したが、シコウテイザーの下敷きになりそうになった民を身を挺して守るも、力尽きて死亡した。死ぬ間際にアカメとの約束を果たせなかったことを悔いていた。その後、彼の亡骸はアカメに敗れたエスデスとともに氷漬けとなった後、砕け散った。
アカメ
声 - 雨宮天
本作のもうひとりの主人公。
口癖は「葬る」。身長は164センチメートル。ナイトレイドの構成員で、ナジェンダ不在時にはボス代行。
黒髪赤目の美少女。肉好きの大食らいで、野生児がかったところがある。
寡黙かつ無表情なためにとっつきづらいが、感情の薄い立ち居振る舞いは上辺だけのものであり、初心者のタツミを心配したり、シェーレの死に取り乱したりするなど、仲間への想いは非常に強い。アジトでは炊事を担当していたが、スサノオ加入後は全面的に任せている。
幼少期に妹のクロメとともに帝国に売られ、帝都の養成機関で暗殺者として育てられた。帝都に言われるままに仕事をこなす暗殺者として暗躍していたが、仕事をこなすごとに帝国の闇を徐々に知っていき、やがて標的だったナジェンダに説得されて帝国を離反した。クロメにも一緒に離反しようと声を掛けたが否定され、袂を分かつこととなる。
最愛の妹を救済（ころ）してやりたいと思っているが、実際は妹と戦うことに心を痛めている。
幼少のころより暗殺者として育てられてきただけあって実力が非常に高く圧倒的なスピードと華奢な見た目からは想像がつかない重い斬撃を誇る。さらに体術や判断力にも優れており、ドロテアの改造兵士に村雨を奪い取られた時には状況を瞬時に判断し素手でこれらを圧倒した。これに一斬必殺である村雨の能力が加わることからナイトレイドの「切り札」的存在である。
帝国の暗殺部隊時代にグリーンから教えてもらった船のペーパークラフトの作成を趣味としており、帝国との戦いが集結した後は本物の船を造って仲間たちと共に船旅に出ることを夢見ている。
『零』では、帝国に仕えていたころの様子が描かれており、実力選定試験の際にクロメを守り抜きながらキルランクNo.7で合格し、ゴズキの率いる選抜組に入った。このころは白を基調とした服を身に纏っており、本編よりも感情表現が豊かであった。また、ゴズキを「父さん」と呼んでいるが、クロメと離ればなれにされたこともあり彼のことを他のメンバーほど妄信していなかった。数々の任務で経験した出来事から次第に帝国のやり方やゴズキの教えに疑問を抱くようになっていき、オールベルグに囚われていた際のメラルドとの交流を経て世界の真実を知り、帝国への不信感を抱くようになった。
最終決戦ではエスデスを相手にすることと、これが最後の戦いになると覚悟を決め薬物による身体能力の強化を図る。また竜に成り果てたタツミの「俺を斬ってくれ」という願いに応え彼を斬り、そのことがきっかけで村雨から主と強く認識され、奥の手「役小角(えんのおづの)」が発動する。死闘の末にエスデスを倒し生還するが自身の体には村雨の呪いで痛みと紋様が残る。帝国崩壊後は不穏分子の掃討をし、新国家樹立後は呪いを解く方法があるかもしれないと東方へひとり船で旅立つ。
アニメ版ではエスデスとの最終決戦で苦戦を強いられながらも、奥の手を発動して彼女を撃ち破った。革命後も生き残り、革命軍の闇の部分と仲間たちの思いを背負って生き続けることを誓い、一人旅立った。
使用する帝具は「一斬必殺村雨」。暗殺部隊時代に使用していた臣具は「桐一文字」。

#### ナイトレイド
今の帝国に不満があり、帝国の政治を変えることを目論む革命軍の一部の組織。腕利きの帝具使いや殺し屋などの様々な人材で構成されている。
マイン
声 - 田村ゆかり
本作のヒロインで、自称「射撃の天才」。ピンクの長髪をツインテールにまとめている。
勝ち気な性格で、暗殺者として顔が割れていないことを利用して帝都で堂々とショッピングを楽しむこともある。
西の異民族とのハーフで、差別され続けた悲惨な幼少時代を過ごし、それゆえ国交で多くの血が入り交じった「差別のない」新国家を誕生させるために戦っている。差別されてきた反動からか、「勝ち組」への執着も強い。
シェーレを殺害しチェルシーの遺体を冒涜したセリュー・ユビキタスとは強い因縁が芽生え、キョロクでの戦闘において死闘の末に復讐を果たした。
タツミとは気の強い者同士、口喧嘩が絶えない。当初はタツミをバカにしていたが、ブラートが死亡してからはインクルシオを使いこなすために強くなろうと必死に努力するタツミに惹かれていく。セリューと決着をつけて以降は明確に好意を示すようになり、ボリック暗殺からの帰路で告白をして正式な恋人同士となった。そのため、タツミが帝都に囚われた時は真っ先に助けに行こうとした。
タツミの救出戦では二人の大将軍がいる中単身で乗り込むがこの絶体絶命の状況がパンプキンの出力を今までにないほどに昇華させるきっかけにもなりブドーを一時戦闘不能に追い込み、エスデスとも互角に渡り合う最中にタツミを救出した。その後進化したインクルシオを纏ったタツミと協力しエスデスを追い詰めるもマカハドマによって時を止められ逆に追い詰められたところでアカメとレオーネが参戦。さらに倒したと思われたブドーが再び現れることでさらに戦いは激しいものとなった。タツミの活躍により飛行型危険種で処刑場脱出し帝都を出ようとしたところでブドーによって撃ち落とされてしまい、アドラメレクの奥の手「ソリッドシューター」を撃たれるも精神力全てを振り絞ったパンプキンが破損するほどの一撃でそれを打ち破りブドーを葬ったが、精神力を使い果たした影響で廃人となってしまい、戦線を離脱する。
最終決戦を生き延びて生還したタツミが療養中のマインに語りかけたことで意識を取り戻し、涙しながら立って無理をしたタツミを叩き、笑顔になる。またタツミの子を宿しており、アカメとナジェンダの会話から決戦前に身籠っていたことが語られている。新国家が成った後はタツミと子供と共に辺境で穏やかに暮らしている。
なお、公式ガイドブックによると最初から「タツミの恋人になることを念頭に置かれて制作されたヒロイン」とのこと。
アニメ版ではブドーを打ち破るも力尽き、タツミにキスをして想いを伝えながらその腕の中で息を引き取った。お互いに惹かれ合いながらも、劇中ではタツミと恋人関係にはなっていない。
使用する帝具は「浪漫砲台パンプキン」。帝具の性質上、暗殺は遠距離からの狙撃スタイルを取る。
レオーネ
声 - 浅川悠
金髪でグラマーな女性。タツミをスカウトした張本人であり、彼からは「ねえさん」と呼ばれている。
気さくな性格で明るい言動が目立つものの、ときにシニカルな笑みを浮かべることがあったり、血のついた剣を洗っているタツミに対しては少し冷たい発言をするなど多くの修羅場をくぐってきた暗殺者の面と垣間見せる。タツミとは姉弟のような関係で非常にかわいがっており、いい男に育てば自分のものだと述べている。
金遣いが荒く、多重に借金をしたり初対面のタツミから金を騙し取ったりもしている。
「スラム」の出身であり、気に入らない相手をたたききのめしていたところを「ナイトレイド」にスカウトされた。愛用する帝具も、このころ闇市から買ったものだった。スラムでは、マッサージ師として通っており、子どもたちからも好かれている。
調子に乗っている相手をたたき潰すのが癖になっており、国の頂点に立っている大臣を最高の獲物と位置づけ、殺すことを楽しみにしている。
最終決戦ではタツミ同様、知らない間に帝具に浸食されており、そのためにオネストから受けた致命傷から生存しオネストを仕留め、彼を殺到する革命軍の中に放り込む。帝具に侵され自身が長くないことを悟り、決戦後は街で好きなように楽しんだ後、路地裏で息絶えた。
『零』にも登場しており、アカメの帝国からの離反のサポートを担当していた。
アニメ版ではいつも通り恐怖を与えてから叩き潰す殺し方のスキを突かれ、オネストにライオネルを無効化され拳銃で撃たれるも殴殺し、アカメに別れを告げて平和になったスラム街を見届けた後、路地裏でひっそりと息絶えた。
使用する帝具は「百獣王化ライオネル」。この帝具による耐久力強化によってエスデスに身体中切り刻まれる、ドロテアに血を吸われるなど、常人なら死亡している状況でも生き残っている。
ラバック
声 - 松岡禎丞
スケベなお調子者の少年。髪の色は黄緑で、左目は前髪で隠れている。
同年代の同性ということもあり、タツミとは悪友で、表稼業である貸本屋として秘蔵のエロ本を内緒で貸し出している。アジトでは何かにつけて女湯をのぞこうとし、そのたびに制裁を受けている。
敵となれば女性でも情けはかけず、「ナイトレイド」のアジトを探るために近くへ侵入した異民族の少女をクローステールで拘束した際は、少女の涙ながらの命乞いを「色香に惑わされて死んだヤツを知ってる」と聞き入れず、容赦なく殺している。
元々は地方の大商人の四男坊として、不自由なく生活していたが、赴任してきたナジェンダに一目惚れし、帝国軍に志願。その後、ナジェンダの離反に伴って自らの死亡を偽装したうえで、軍を脱走した。
非常に器用で、大抵のことならば人並み以上にこなすことのできる天才肌。加えて、咄嗟の機転や臨機応変さにも優れており、クローステールの性能を十二分に引き出す柔軟さは、ナジェンダから高く評価されている。
索敵や味方のために足場を作るなど後方支援に回ることが多いものの、ときには真っ向勝負も行い、その際には持ちまえの器用さと柔軟な思考で、帝具を生かしたトリッキーな戦い方をする。羅刹四鬼の内2人を同時に相手にして勝利を収めるなど、その実力は高い。
シュラたちに捕らえられ睾丸を一つ潰されるなど壮絶な拷問を受けるが、拷問に屈した演技で油断を誘いシュラを口の中に潜めておいた糸で首を折って殺害。シャンバラを奪って逃走を図るもイゾウに遭遇し、貴重な帝具であるシャンバラを盾にして立ち向かうもイゾウにとって帝具はどうでも良かったため、帝具と共に一刀両断され死亡する。
『零』にも登場している。
アニメ版ではシュラに異次元空間に飛ばされるも界断糸で捕縛し、糸を束ねた槍で突き刺して心臓を破壊し勝利。元の空間に帰還するもはるか上空に戻され、糸も尽きていたためなす術なく落下したところを兵士の槍で串刺しにされて死亡した。
『アカ斬る！劇場』ではセクハラ的な発言や行動が多いためか、マインのパンプキンに打ち抜かれたり、何もしていないのにもかかわらずレオーネに虫の息になるまでボコボコにされたりと、大体は酷い目にあわされる。
使用する帝具は「千変万化クローステール」。帝具の性質上、アジトでは警備を請け負う。
ナジェンダ
声 - 水野理紗
右目に眼帯、右腕に鎧のような義手をつけた女性。義手は、遠くまで飛ばして相手を掴むことができる。20代半ば。
帝国の元将軍で、帝都のエスデスと帝国の南西で起きたバン族討伐に参加。その際のエスデス率いる帝国軍の残虐な所業を目にし、帝国軍からの離反を決意した。
冷静だが思いやりのある性格で、メンバーからの信頼は厚いが、たまにくりだすギャグは寒い。また、愛煙家でもある。
元将軍だけに高い戦闘力を誇り、本人いわく「当時の6割程度」と言っているもののロクゴウ相手に引けを取らない。また、分析力や戦術眼についてはエスデスすら認めるほどである。
スサノオの奥の手「禍魂顕現」を三度も使用して大きく寿命を削るがかろうじてまだ生きており、わずかな命が続く限り最後まで帝国と戦うことを誓う。
最終決戦前夜にアカメらに最後の任務を言い渡し、決戦では革命軍の最前線で指揮を執る。
『零』では終盤に登場し、アカメとの出会いが描かれている。また、『アカ斬る！劇場』から、虫が苦手なことや酔っ払うと酒癖が悪くなることが明らかとなっている。
将軍時代は「浪漫砲台パンプキン」を使用していたが、エスデスに重傷を負わされ使用不可能になり、マインに譲渡している。そのため、当初は帝具を持たなかったが、のちに「電光石火スサノオ」の主となる。
ブラート
声 - 小西克幸
筋肉質の大男。タツミからは「兄貴」と呼ばれている。
豪快な性格で面倒見がいい兄貴分。タツミに目をかけており、いずれ自分を超えるかもしれないと期待を寄せている。同時に、殺し屋としての非情な現実を突きつけることも多い。タツミとの会話で顔を赤らめることからホモ疑惑が浮上しているが、その性癖はナゾに包まれている。
元は帝国の有能な軍人だったが、帝都の腐敗を知ってナイトレイドに仲間入る。彼のトレードマークでもあるリーゼントヘアーはナイトレイド加入に際して行ったイメチェンであり、以前はかなりの美形だった。
軍人時代は「100人斬りのブラート」として名が通っており、その戦闘力はナイトレイド随一。帝具がなくても十分な強さを持ち、ニャウからは「エスデスに次ぐ」とまで評されている。
船上での護衛任務にてエスデス直属の帝具使い「“三獣士”」と戦闘になった際には、圧倒的な実力でダイダラを瞬殺。次いで、かつて尊敬していた上司リヴァと対峙し激戦の末、致命傷を与えるものの、猛毒を仕込まれた血を撃ち込まれこれに侵される。死を悟ったことでタツミにインクルシオを託し、その奮戦を見届けながら静かに逝った。
『零』にも登場しており、ナジェンダの護衛として暗殺に現れたアカメと戦った。
使用する帝具は「悪鬼纏身インクルシオ」。
シェーレ
声 - 能登麻美子
眼鏡をかけた女性。口癖は「すいません」。髪型は紫色のロングヘアで、メガネをかけている。
おっとりかつほんわかした性格だが、物忘れが激しく天然ボケであることから、アジトではとくに仕事を担当しておらず、それゆえ本を読んでいることが多い。しかし、読む本も一風変わっている。
包み込むような母性があり、幼なじみの死に泣くタツミを慰めた。アカメも「とぼけたところもあるが、だれよりもやさしい」評しているが、平然と物騒な発言をすることもあった。
下町生まれで、なにをやらせてもドジだったため、周囲から「頭のネジがはずれている」とからかわれていた。しかし、友人が振った元彼氏に殺されそうになった際、男を冷静に殺して友人を救い、その男の仲間たちが報復のためシェーレの家族を殺害し、シェーレ自身に襲いかかってきた際も平常心で男の仲間たちを全員殺害した。その際、驚くほど自分の頭がクリアだったことから、「頭のネジが外れている」からこそ役に立てることがあると確信。それ以降、帝都で暗殺稼業を営んでいたが、スカウトされて「ナイトレイド」に加わった。
マインとともに標的を始末した帰り道、ナイトレイドを断罪するために待ち構えていた帝都警備隊のセリュー・ユビキタスと交戦。彼女の両腕を切断し追いつめるが、マインを助けた一瞬の隙を突かれて隠し銃で撃たれ、コロに胴体を食いちぎられる。最後の力を振り絞ってマインを逃がすが、自身はそのまま捕食されるという凄惨な最期を迎えた。その死はメンバーの心に深い傷を残し、特にタツミとマインに大きな影響を与えることになる。最後の「すいません」は、タツミへもう抱きしめられないことに対する詫びだった。
『アカ斬る！劇場』では普段からつけているメガネ以外にも予備のメガネが出てきているが、キャラクターに多大な影響をあたえるらしく、別のアニメのキャラクターになってしまうため使われていない。
使用する帝具は「万物両断エクスタス」。
スサノオ
声 - 浅沼晋太郎
ブラートの死後にナジェンダが連れてきた新メンバーであり、生物型の帝具「電光石火スサノオ」。髪の色は青。
革命軍の本部でずっと眠りについていたが、ナジェンダが昔のマスター(♂)と瓜二つだったことから覚醒した。
主の細かい変化も見逃さないほどの観察眼をもち、戦闘中にも関わらず髪型や服装の乱れ、左右非対称なものなどが気になるという几帳面な性格のもち主。
帝具というだけあって超級危険種とは互角に渡り合い、禍魂顕現時には瞬殺するだけの戦闘力を誇り、あらゆる家事を完璧にこなすスキルももつためタツミたちともすぐに打ちとけて「スーさん」の愛称で親しまれるようになる（ラバックからは嫉妬の目で見られていた）。
エスデスとの死闘では圧倒的な実力の前に敗れ、核さえも破壊されるが、ナジェンダによる三回目の禍魂顕現によって一時的に復活。最期の力でタツミたちを全員逃がし、身を挺して時間を稼ぎながらエスデスに立ち向かうも玉砕した。
アニメ版では、ボリック暗殺の内容が変更されていたためそこで死なずにラバックよりも生き長らえたが、タツミ救出で原作と同じような最期を遂げた。
チェルシー
声 - 名塚佳織
ブラートの死後、ナジェンダが連れてきた新メンバー。年齢は20代前半。髪型は薄い赤色のロングヘア。
壊滅した地方チームの唯一の生き残りで、アカメと同等の仕事量をこなしてきた手練れ。
誰に対しても明るく接する反面、現実的でシビアな考えの持ち主。タツミたちには甘さを捨てるよう厳しい態度を取るが、それは再び仲間を失うことを恐れるがゆえであり、本来はタツミ同様他人に甘く、彼の人柄を知るうちに内心では好意を寄せるようになっていく。いたずら好きでもあり、自身の帝具を使って仲間たちにちょくちょくいたずらを仕掛けている。
直接的な戦闘こそ不得手としているものの、ガイアファンデーションの性質を生かして確実に標的に接近し、これを仕留める暗殺の達人である。
初めての殺人を犯してから革命軍に参加するまでの間は「暗殺結社オールベルグ」に所属していたことが『零』で判明する。このころはまだ新米であったため、本編と比べるとミスも多く指導役であるババラにしごかれていた。ババラからは基礎体力の低さを指摘されていたが、暗殺に関しては注意することが少ないレベルであった。
イェーガーズとの戦いでは、帝具の能力を生かしボルスを暗殺。その後、ボルスに変身しクロメの始末も試みるが、仕留めきれず返り討ちに遭い、最期はナタラに首を切られて死亡。首はロマリーの街広場にて晒され、身体はナイトレイドの情報収集のためエスデスに解剖された後、シェーレ同様コロの餌にされた。
使用する帝具は「変身自在ガイアファンデーション」。

### 帝都
皇帝
声 - 大地葉
帝都の皇帝。相応のカリスマがある。
まだ幼いため、大臣であるオネストの指示や助言で政治を行う。完全な傀儡というわけではないがオネストに全幅の信頼を置いており、基本的に彼の意見を優先する。
最終決戦では帝都に迫り来る革命軍に対し国家存亡の危機を抱くが、オネストにそそのかされる形で、シコウテイザーを発動することを決意する。シコウテイザーの圧倒的な破壊力で革命軍を総崩れ寸前まで追い込むが、シコウテイザーに恐れず果敢に攻めるタツミに押されてしまう。しかし、オネストによって奥の手「粛清モード」が発動されて精神を蝕まれて暴君と化し、革命軍はおろか味方の兵士や民にまで無差別に殺戮をしてしまう（これによって兵士達が逃亡してしまったため、事実上帝国が崩壊してしまった）。
人々を守りながら戦うタツミを圧倒していたが、彼を助けに駆け付けたウェイブと連携されて再び押し返されてしまい、さらに戦いの中で進化を続けるタツミに圧倒されていき、最後はすべての力を振り絞って突撃して来たタツミにシコウテイザーを貫かれて倒される。
決戦後は捕らわれて投獄され、自分がどれだけの人々を苦しめたかということを痛感し、断頭台で皇帝としての最後の仕事を全うし毅然とした態度で処刑された。
オネスト
声 - 石井康嗣
幼い皇帝を意のままに操り、暴虐のかぎりを尽くす帝都の大臣で、「ナイトレイド」の最終的な標的。
いつも肉を食べている巨漢だが、かなりの切れ者で、後継者争いで皇帝を帝位につけた功績をもつ。過去に皇帝の両親（前皇帝と王妃）を病死と自殺に見せかけて毒殺している。
ブドーの正面からの宣言にも臆することなく余裕な表情を浮かべるほど肝が据わっているが、それは皇帝の一族に伝わる至高の帝具「シコウテイザー」とアンチ帝具「イレイストーン」を隠し持っていることに加え、自身の野望を成就するために若いころに皇拳寺で積んだ壮絶な修行を経て会得した自身の圧倒的な戦闘力と強靭なタフさによるものである。
ドロテアからシュラの死の報告を聞かされた際には、最初は泣き叫びながら悲しむもすぐに立ち直り、次の子供を作ればいいと開き直っている。
最終決戦では、暗殺に現れたレオーネを上記の秘めていた実力と帝具で圧倒し、高所から落として致命傷を負わしていた。しかし、シコウテイザーの敗北とエスデスの戦死により帝都から逃亡を図ろうとするも、復活したレオーネに襲撃されて内臓をえぐられるほどの重傷を負う。そして、宮殿に殺到する革命軍の前に放り出されて拘束され、恨みを持つ大勢の兵士達が一人ずつ身体の一部を切り刻むという凄惨な処刑で最期を遂げる。
アニメ版ではシコウテイザーが敗れたのを目の当たりにして逃走を図ったが、レオーネに追い詰められ、イレイストーンでライオネルを破壊して銃撃するも彼女に顔面を叩き潰されて死亡した。

#### 将軍
エスデス
声 - 明坂聡美
北の辺境で危険種を狩っていた狩猟民族パルタス族の長の娘として生まれた。子供の頃から既に狩人としての才を持つと同時に残忍な性格も兼ね備えていた。ある時、一人で狩りに出かけていた頃に北の異民族の襲撃があり戻った頃には集落は壊滅、その時に自身の父も失ったがその後も危険種を狩り続け、獲物がいなくなったのを頃合いに帝国に仕官し将軍へと昇り詰める。星座占は水瓶座。北の辺境に住む危険種専門の狩猟民族パルタス族出身。
最年少の将軍であるが、「帝国最強」と評されるほどの実力を持ち、帝国の圧政に耐えかねて武装蜂起を行ったバン族の討伐を命じられた際は同僚であったナジェンダと共に制圧に向かい、地の利を活かして帝国軍を苦しめてきたバン族の優勢だった戦況を一瞬で覆し、戦の勝利への褒美と称して街への蹂躙命令を下し大勢の人間を虐殺する。また、部隊を率いて革命軍と合流しようとしていたナジェンダを追撃し、その時に彼女の右目と左腕を奪う。
ナジェンダ離反後は一年は掛かるとされていた北の異民族の制圧を瞬く間に成しとげ見せしめを兼ねて40万人を生き埋めに処し、オネスト大臣の帰還命令を受けて戻った後は帝都で暗躍を続けているナイトレイドを始めとするならず者を殲滅するための治安維持部隊を結成する為に6人の帝具使いを要求し、その条件としてオネスト大臣からブドー大将軍庇護下の文官達の排除を要求され、三獣士に文官達の暗殺命令を下した。三獣士による文官連続殺人事件が終わりを迎えた頃に求めていた帝具使い6人が集まったことで治安維持部隊「特殊警察イェーガーズ」を組織し隊長に就任する。
美人だが、趣味が狩りや拷問というドS精神の塊で、弱肉強食の理論を信条としており、弱者が淘汰されて滅ぶのは当然のことだと考えている。自らを慕う人間にはすべてペットと豪語する一方で、死んだ部下の仇討ちを誓うなど部下思戦うために生まれてきたような人物であるが、「恋をしたい」という欲求を持つようになった自分にやや戸惑いを感じている。
武芸大会に身分を詐称して出場したタツミの戦いぶりを観て、彼に恋心を抱く。それからはタツミのことを一途に愛するようになり、今までにはなかった年相応の女性らしい振る舞いを見せるようになる。しかし新たなインクルシオを纏ったタツミの戦いを経て、タツミに対して女々しくなって戦士として無礼なことをしてしまった自分を戒め、改めてタツミに惚れ直した。タツミには既に交際相手がいると知っても「奪えばいい」としか思っておらず、恋人であるマインに対しては徹底的に蹂躙することを宣言するなど凄まじい殺意を抱いている。
最終決戦では自身の能力で作った氷騎兵を大量に配備して帝国軍の兵士達と共に帝都の守衛を務めつつ、革命軍と帝国軍との激戦を眺めながらも包囲網を突き崩す箇所を見つけ、氷騎兵達を召喚して共に革命軍の兵士達を薙ぎ払いながらも強引に総大将を討ち取る為に突撃するがタツミに阻まれてしまう。刃を交えるたびに強くなっていくタツミによって闘争心に火が付き彼と激戦を繰り広げていたが撤退の合図によって帝都へ帰還。その後は帝都内に侵攻してきた革命軍を迎え撃っていたが、暴走したシコウテイザーを食い止めようとしていたタツミの下に現れ再戦しようとするもアカメに阻まれてそのまま彼女と交戦する。
シコウテイザーが敗れてもなお戦いを止めず、アカメと戦闘を続けていたが10人の帝具使いと百万の兵士を率いたナジェンダに完全に包囲されてしまうが、対軍仕様の奥の手である「氷嵐大将軍」を発動して帝国全土を氷雪で覆い革命軍との最終決戦に突入する。
圧倒的な戦闘力で無双を繰り広げるが、戦いに興じていた所を隙をうかがっていたアカメによって右腕を斬り付けられ呪毒が流れ込んでしまうも「摩訶鉢特摩（マカハドマ）」を使用して革命軍の動きを止め、その間に右腕を切断して心臓に到達する事を回避しつつ、停止した空間でも平然と襲い掛かって来た龍化が進行したタツミに対して瞬時に氷の右腕と剣を生成して一太刀で斬り伏せる。
タツミを退けた彼女だが奥の手である「役小角」を解放したアカメに少しずつ追い詰められてしまうが彼女と激しい死闘を繰り広げながらも奥の手を使用したアカメの動きに徐々に対応していき、アカメの全力の一撃を両掌に挟み村雨を凍らせて砕く事に成功する。
しかし、空中から落ちて来る折れた村雨を見逃さなかったアカメが自身の剣を拾いタイミングを見計らって最後の力を振り絞った一撃により、胸部に村雨を食らってしまい手当てする事も出来ずに心臓に呪毒が達してしまう。最期は敗北した事により自身の掲げる弱肉強食の摂理に従って自らを凍結させて少しずつ砕けながらも自身が恋をしたタツミが最後まで自分に振り向いてくれなかった事を悔いながら死亡した。
アニメ版では帝国が敗れてもなおさらなる戦場を求めて新たな火種を撒くことを画策し、それを阻止せんとするアカメと激突する。圧倒的な力でアカメを追い詰めたが、奥の手を発動した彼女の攻撃に押され、摩訶鉢特摩（マカハドマ）を発動するもアカメの殺意が作り出した幻に惑わされた隙を突かれて敗北する。そして、自身の負けを認めた後、タツミの亡骸に寄り添い自らを凍結させタツミと運命を共にした。また、タツミの死を目の当たりにした際には「弱いから死んだ」と言い放ちながらも、内心では彼の死を受け入れきれず、喪失感を感じていた。
『零』にも登場しており、墓守編では暗殺部隊の増援として派遣され、墓守の生き残りを一方的に蹂躙した。また、幼少期に参加した武術大会で若かりしころのメラルドと一戦交えており、互いに強烈な印象を残した。
帝具「魔神顕現デモンズエキス」を体内に取り込み、氷を操る能力を得ている。一瞬で10メートル近い氷塊を生成することも可能。ナイトレイド殲滅とタツミを二度と逃がさないために、時間を凍結させる（時間を止める）奥の手「摩訶鉢特摩（マカハドマ）」を編みだしたが、負荷が重く、短時間しか扱えない。その後も自身の能力の特性を活かして身に纏った氷を利用した空中浮遊や自立行動が可能なケンタウロス型の氷の兵士「氷騎兵」の生成など様々な応用技を開発しており、革命軍との最終決戦では対軍仕様の帝国全土に及ぶほどの広範囲に吹雪を降らす新たな奥の手「氷嵐大将軍」を披露した。
ブドー
声 - 郷田ほづみ
皇帝が最も信頼する大将軍で、帝国の誇る「切り札」の一つ。直属の近衛兵を率いる。
皇帝から英傑と呼ばれているが、オネストからは「賊狩りは彼のプライドに反する」と判断されて「ナイトレイド」に関わらせず、帝国側でも大臣の影響下にはない。
帝国内で唯一大臣たちに明確な嫌悪を示しており、「賊の狩りが終わったら、次は国を腐らせている官僚を狩る」と大臣に正面から宣言している。
ウェイブとシュラの対決の審判役として見守り、対決後は2人の実力を賞賛していた。
シュラの罠で誘き寄せられ宮殿からラバックを抱えて逃げるタツミを、一撃で倒して捕縛する。その際、勝手に宮殿に誘き寄せたシュラに制裁の一撃を与えている。
タツミ処刑の際、タツミの救出ため単独で現れたマインと交戦するも今までにない出力を誇るパンプキンを前に一時戦線離脱させられてしまうも無傷のまま復活しタツミ、レオーネと交戦。しかしタツミが雷撃に対して耐性を得ていたのとインクルシオが進化したことが原因で一太刀受けてしまう。その後自分と敵に対する怒りとともに「雷神招来」で激しい攻撃をするもナイトレイドに飛行型危険種に乗って逃げられる。しかしナイトレイドを乗せた危険種が帝都の外に出る前にアドラメレクの雷撃で撃ち落としナイトレイドを追い詰め、アドラメレクの奥の手「ソリッドシューター」を放つも先ほどの戦闘によって帯電残量枯渇していたためマインによるすべての精神エネルギーを込めたパンプキンの砲撃を前に敗れ、死亡した。
『零』にも登場しており、オールベルグを倒したアカメたちの力を認め、直々に鍛錬を施した。
アニメ版では、シュラと共にタツミ・ラバックと対峙し、戦闘の末にタツミを捕縛する。その際にタツミの実力を汲み取り、賞賛を送っている。その後は原作と同様の最期を迎えた。
帝具は雷撃を操る「雷神憤怒アドラメレク」。威力が地形に影響を与えるほどに高く、防御しても衝撃だけでかなりのダメージを食らう。
ノウケン
褐色肌の帝国の将軍。オネストによると、戦場に愛人を10人連れていくほどの好色家とのこと。だが、愛人をやりすぎて死に至らしめてもまったく気にも留めていない上に覚えていないなど性格は冷酷非道。決戦前に帝国の力を弱体化させる命を受けたアカメに暗殺される。
ナカキド、ヘミ
両者とも皇帝に仕えていた将軍。名前のみ。特にナカキドは戦上手と謳われている。帝国を離反し、反乱軍に合流した模様。

#### イェーガーズ
ナイトレイドを殲滅するため、エスデスの要請により急遽結成された特殊警察。全員が腕利きの帝具使いで構成されている。
クロメ
声 - 大橋彩香
セーラー服を着た黒髪の少女で、アカメの妹。左利き。
菓子が好物。常に「クロメのおかし」と書かれた袋に入った菓子を食べているがこれは肉体強化用の劇薬が練り込まれているためであり、一定期間口にしないと劇薬の影響で体に異常をきたしてしまい戦闘不能になってしまうためである。しかもこの劇薬は摂取するごとにどんどん摂取するペースを上げなければならないため長続きはしないと思われる。さらに体に大きな負担をかけるため脱毛などの症状もでる。
仲間に対しては強く歪んだ執着心を持っており、いつまでも一緒にいるために八房で斬り殺し自分の人形とすることでずっと一緒にいようとする（暗殺部隊時代の仲間であるナタラもその一人）。
身体は薬物投与によって強化されており、首の急所を抉られても死なない。上記の薬物による異常なほどに高い身体能力と帝具の性能が脅威的な戦闘力を生み出している。
イェーガーズ結成直後は孤独な影を纏っていたが、チームの仲間、特にウェイブとの交流を通じて、より人間らしい感情を見せるようになる。しかし、致命傷になったランを「いなくなるのは嫌だ」という理由で骸人形に変えるなど、根本的な精神の歪みは変わっていない（これ以上の戦力ダウンが今後のナイトレイド戦に大きく影響するであろうことも考えての行動でもあった）。
「ナイトレイド」との戦闘では、自身の戦闘力を遺憾なく発揮して追いつめるも、骸人形のほとんどを撃破される。不利を悟り撤退した後、逃げ延びた道中でチェルシーの奇襲を受けるも返り討ちにした。しかし、チェルシーの攻撃が予想以上に深かったため、しばらくは満足に戦うことができなかった。
決戦前にアカメとの思い出の場所である廃墟でアカメとの最後の決闘に臨むが、駆け付けたウェイブに八房を破壊され、彼からの告白を受けたことで、アカメと和解しウェイブと共に戦いを降りる道を選んだ。その後、神の秘湯の効能とウェイブの看護により心身ともに正常化し、寿命も延びたが、その影響からか自分が殺害してきた人々の幻覚に苛まれている。新国家が成った後はウェイブと共に余生を幸せに過ごしている。
『零』では、アカメと共に実力選定試験をキルランクNo.8で合格し、強化組のA班に入った。墓守編では、強化組の大半が犠牲となる中でナタラ、ギン共に辛うじて生き残るも捕らえられ、ウェネグの花嫁に選ばれそうになるが、ガイの犠牲によって解放され、アカメと再会する。その後、ナタラ、ギンと共に犠牲となったメンバーの補欠として選抜組に昇格する。
アニメ版では副作用で自身の余命が短いことを悟り、罪人の身体に刻んだ暗号を果たし状にして廃墟に呼び出したアカメと最期の決闘に臨む。途中で自分たちの覇気に呼応して乱入してきた巨大危険種を呉越同舟して倒すなど彼女と互いの技量を認め合っていたが、加勢しかけたウェイブとそれを制止したタツミの立ちあいの下で決闘を再開し、死闘の末にアカメに斬られてその生涯を終えた。なお、亡骸はウェイブによって運ばれ、どこかの丘に埋葬された。
使用する帝具は「死者行軍八房」。
ウェイブ
声 - 細谷佳正
元・帝都海軍所属。地方から急に帝都に来たため、常識に疎い。配属初日から個性的な同僚たちに戸惑い、セリューの言動などから帝都の異常さを感じているが、恩人に報いるために軍人としての役目を全うする決意を固めている。それと共に、今の帝都の現状やワイルドハントの行いに直面したことで、自分の行いが本当に正しいのか苦悩しているが今は「内部から帝都を変える」という決意が固まっている。
タツミのライバル的存在であると同時に、変人ぞろいの仲間に苦労している点で意気投合している。とても仲間思いであり、ボルスが死んだ際には涙を流して悲しんでいた。
ボルスの死後、彼の妻子を気にかけていたが、妻子がワイルドハントによって凌辱の限りを尽くされて殺された挙句、クロメまで手込めにされそうになったことから激昂し、ブドー将軍立ち合いの元でシュラと素手での対決をする。各国の武術の長所のみを取り込んだ戦法に苦戦するも、最終的には動きを見切り、勝利を収める。
戦準備の混乱に乗じて帝都内で暗殺を行っていたアカメを目撃し交戦するも、「同一箇所を何度も攻撃することでダメージを蓄積させ破壊する」戦法でグランシャリオに傷を入れられて窮地に追いやられてしまうが、アカメが停戦したことで難を逃れる。その直後のアカメの話からクロメの過去や2人の因縁を知り、クロメを救うことを決意する。アカメとの決闘へ向かおうとするクロメを引き留めようとするも気絶させられてしまうが、捜索中にランの姿を目撃したことで居場所を突き止め、ランから引き継いだマスティマを駆使し、禁止されている帝具同時使用をしてタツミの妨害を振り切りクロメの元へ辿り着くと、クロメへの想いを吐露して決闘を引き止めると同時に、八房を破壊して呪縛から解放した。その後はクロメと共に戦線を離脱し、「神の秘湯」と呼ばれる療養地へ旅立ったが、最終決戦で暴走した皇帝から民を守るために一時的にタツミに加勢した。
革命後、帝具を二つ身に着けた代償で後遺症を患い、長い療養を強いられるが、余命少ないクロメとともに過ごすことを決める。
アニメ版では無理を押してアカメとの決着をつけようとするクロメを止めようとするも叶わず、彼女の死を看取る。その一部始終の出来事から己の力の振るい方に葛藤するが、敵であるアカメから「覚悟がないなら武器を取るな」と一喝され、国ではなく民を守るために決意し、暴走した皇帝と戦っていたタツミに加勢する。革命後も生き残り、国を立て直すために軍に残った。
使用する帝具は「修羅化身グランシャリオ」。その後、ランから「マスティマ」を引き継いだことにより、作中で唯一の帝具2つ持ちの帝具使いとなったが、その副作用として臓器の1つに回復不能な後遺症を患っている。
ラン
声 - 間島淳司
物静かな印象の美青年。常に冷静で、物腰も柔らかく、知性に溢れている。
イェーガーズに入る以前は、治安に評判があった小さい村で教師をしていたが、自分が留守にしている間に生徒全員を惨殺された過去を持つ。しかし、村の治安体制の評判を下げないためにと事件が隠蔽されたことを受け、国を内側から変えるために、そして自分の教え子を皆殺しにしたピエロの男（後にチャンプと判明する）を見つけ出し復讐するためイェーガーズに入隊した。
ワイルドハント発足後、内側から取り入り、気に入られることで機会を窺っていたが、ウェイブがシュラと対決したことを聞き、その日の夜にクロメと共にワイルドハントに取り入り、チャンプと二人だけで場所を変え、チャンプと戦闘。マスティマの攻撃でチャンプを戦闘不能にし、エスデスから学んだ薬草を使い拷問を行う。その後エンシンとコスミナによる挟撃にさらされているクロメを間一髪で助けるも拷問を受けながらも生きていたチャンプによる攻撃で致命傷を負ってしまい倒れてしまう。その後チャンプが子供たちを殺した時の状況を話したことで怒りと共に立ち上がり、奥の手「神の羽根」を用いてチャンプの帝具の「焔の玉」を跳ね返すことで逆にチャンプを火炙りにすることで殺し復讐を果たす。その後致命傷を負いながらも最後の力を使って離脱しその場で倒れてしまう。死を悟ったランはクロメにウェイヴへの伝言を託すが、クロメの八房によって骸人形に変えられる。死の間際、クロメの精神を壊した国を変えることができなかったことを悔いていた。
骸人形にされてもなお、ウェイブとクロメを仲介する行動を起こしていた。アカメとクロメの決闘の際にはアカメの攻撃からクロメを庇ったり、ウェイブを決闘の場へ導いていた。八房が破壊されたことで元の死体に戻り、決闘の終結後ウェイブに埋葬された。
アニメ版ではシュラ以外の原作のワイルドハントのメンバーが存在せず、チャンプとの因縁はない。代わりに軍に入った動機が、「虐殺された自分の教え子のことを闇に葬るような現在の理不尽な帝国を内部から改革するため」という設定に変更されている。ただし、最終的な目的こそ革命軍のナイトレイドと共通しているが、「行動が過激」だと憎悪もしている。革命軍決起の際にレオーネと対峙、己の過去を明かし「こっち側の人間」と揶揄されながらも敵対するが、皇帝による帝都破壊から人々を守るため戦闘を中断、そのまま彼女と協力して救助活動に尽力した。革命後は生き残り、内政官として帝都に残った。
使用する帝具は「万里飛翔マスティマ」。
セリュー・ユビキタス
声 - 花澤香菜
帝都警備隊に所属する女性隊員。父親も警備隊だったが、凶賊との戦いで殉職した。
「警備隊は絶対の正義」と信じており、隊長のオーガを殺したナイトレイドを激しく憎んでいる。
可憐で親切な女性だが、その生い立ちから異常なほど「正義」に傾倒し、「悪を裁く」ことを無上の悦びとしているため敵に対して情は持たず、自身が「悪」であると断定すれば、それが例え脅しによる加担だったとしても容赦なく正義を執行し処刑する。シェーレやチェルシーを殺害してコロの餌にして食べたことを述べた際に、悪鬼の表情をしたことから、マインからは「外道」と言われ存在を否定された。
戦闘時には悪鬼のような表情となり、言動も荒っぽくなる。オーガの知り合いであったDr.スタイリッシュより人体改造をうけており、両手と口に銃が組み込まれている。
アジトへの帰還途中だったマインとシェーレを襲い、壮絶な戦いの末シェーレに両腕を切落とされながらも、マインを庇ったシェーレを殺害することに成功。その後、帝具使いとしてイェーガーズに配属される。
両腕を失って以降、Dr.スタイリッシュが製作した兵器（十王の裁き）を義手の代わりに換装して戦う。その経緯から彼を恩人として慕っており、「チーム・スタイリッシュ」では、香車の駒の役割をもっている。
オーガの仇であるタツミとは、レオーネが生まれ育ったスラム街で出会い、道に迷っていた彼を案内した。タツミがエスデスによって連れて来られた際には親しく接するが、指名手配者のマインと行動しているところを目撃したことで、タツミが悪に染まったと判断した。
キョロクではマインと再戦し、圧倒的な火力とコロとの連携で追いつめるもパンプキンがオーバーヒートするほどの出力で放たれた砲撃の前に敗れ、この世のすべての悪を倒しきれずに途中で果てることに無念を抱き、涙を流しながら自爆し死亡した。
使用する帝具は「魔獣変化ヘカトンケイル」ことコロ。近接戦闘ではトンファーと銃が一体になった武器「旋棍銃化（トンファーガン）」を用いる。
コロ
声 - 水野理紗
セリューのペットで、生物型帝具「魔獣変化ヘカトンケイル」。
人間を好んで喰らう。普段はセリューの半分ほどの大きさしかないものの、戦闘時は2メートルを優に超える大きさになり、凶暴さを露わにする。一方、セリューと手を繋いだタツミに嫉妬して怒るなど、感情は豊か。
適合者ではない人物には従わず、使用を試みたが適合できずに死亡した人間が存在するような描写がされている。
スタイリッシュが開発した兵器を体内に収納しており、必要に応じてセリューの腕に装着する役割も負うようになる。
最期はパンプキンの砲撃で再生不能に至るほどの致命傷を負い、セリューの傍に寄り添いながら運命を共にした。

ボルス
声 - 竹本英史
拘束衣とマスクで身を固める、筋骨隆々とした男。元・焼却部隊所属。
不気味な見た目に反して性格は心優しく真面目で、イェーガーズきっての常識人。たとえ辛い任務であっても「誰かがやらなければいけない」という揺るがない信念を持って行動しているため敵を殺すことには躊躇いを持たない。しかし焼却部隊時代に軍の命令とはいえ大勢の人間を焼き殺してきたことを業として自覚している節があり、見た目で人々から畏怖されることも報いであるとして、受け入れている。メンバーの中では唯一の既婚者で、美人の妻と娘がいる。家族からは慕われており、自分の行いを知りながらも応援している家族に対して自身も深い愛情を注いでいる。
「ナイトレイド」との交戦の際にはアカメと対決し、村雨対策の防具やウォールとの連携で追いつめる。レオーネの参戦により帝具を破壊され劣勢に追い込まれるも、ハッタリでアカメたちを怯ませた隙に帝具を自爆させるという機転の速さでその場を切り抜ける。しかし、逃げ延びた道中で自身が燃やした村の子供に化けていたチェルシーに急所を刺され、妻子のことを思いながら息絶えた。
『零』にも登場しており、オールベルグ攻略の援軍として派遣され、オールベルグ攻略後に負傷したアカメとナタラを搬送した。
使用する帝具は「煉獄招致ルビカンテ」。
Dr.スタイリッシュ
声 - 成田剣
ナルシストのオカマ。人体実験を好む医者であり、セリューの人体改造を行った。
帝具を使ってさまざまな兵器を製造し、強化手術した人間を私兵として率いる。自らの強化兵の軍団を「チーム・スタイリッシュ」と呼び、軍団内での役割を将棋に例えている。
元罪人である強化兵は体のいい実験材料としか見ておらず、体内に爆弾を仕込んで使い捨てることも厭わない。そのほかにも毒物を用いたり、肉体を危険種なみに強化する薬物を使い、戦闘に参加することもある。
タツミの素性に疑問を抱き、尾行してナイトレイドの一員であることを突き止め、チーム・スタイリッシュを率いて奇襲を仕掛けるが、手駒となる兵士たちを次々に倒され、さらにはスサノオの参戦により追いつめられる。最後のあがきとして自らに薬品を投与し危険種化するも最期はアカメに斬られ死亡する。
『零』にも登場しており、異民族のスパイを焙りだすための毒薬やメラルドの「蠢くもの」対策の駆虫剤・虫除けの薬などを開発して暗殺部隊に協力していた。
使用する帝具は「神ノ御手パーフェクター」。

##### チーム・スタイリッシュ
スタイリッシュの強化私兵軍団で、全員人体改造を受けている。一部の特殊な兵士は、将棋の駒の名称がつけられている。
メンバー全員が元罪人で、罪の軽減を口実にスタイリッシュと契約した。スタイリッシュのことは慕っているものの、彼からはモルモットとしか思われていない。
飛車 / トビー
声 - 高橋伸也
全身機械化された兵士。機械化の影響で呪毒が効かず、痛覚も無いため斬撃を受けても怯むことが無い。持ち前の俊敏性と全身に仕込まれた刃や銃火器を武器として戦う。
対村雨用にあてがわれたが、ラバックの横槍によりアカメに敗れる。
アカメに断首される際にはアカメに対して「なぜ自分が負けたのか」を問いかけ自分の弱さを認めるといった戦士として律儀な面も見せている。
角行 / カクサン
声 - 藤沼建人
対インクルシオ用にあてがわれた筋肉質の大男。Dr.スタイリッシュがメンテナンスのためと偽って、借りうけたエクスタスを所持していたせいでタツミとマインの怒りを駆り立てるきっかけをつくった。
改造により筋肉が強化され、インクルシオの攻撃すらも肉体で弾き返したが、パンプキンの砲撃には耐えられず、エクスタスだけを残して死亡。
金・銀
鼻（はな）
声 - 石狩勇気
Dr.スタイリッシュの手術で嗅覚を強化された兵士。
長く伸びた巨大な鼻が特徴で、髪を三つ編みにし仮面で顔を隠し、喋り方と仕草はまさにオカマそのもの。興奮すると鼻息が荒くなる。持ち前の嗅覚力で逃亡したタツミの匂いを辿り、ナイトレイドのアジトを探し当てた。
Dr.スタイリッシュが危険種化する際に、栄養源として喰われた。
目（め）
声 - 竹内栄治
Dr.スタイリッシュの手術で、視覚を強化された兵士。
革ジャンに革の半ズボンを着用した筋骨たくましい男で、ラバックの結界を見破るほどの優れた視力を持つ。スタイリッシュたちをナイトレイドのアジトの元へ導き、襲撃時には耳と共に状況報告を行っていた。
Dr.スタイリッシュが危険種化する際に、栄養源として喰われた。
耳（みみ）
声 - 今村彩夏
Dr.スタイリッシュの手術で、聴覚を強化された兵士。
巨大な耳に、小柄な体躯、中性的な外見をしており、網タイツを履いている。一見女の子のように見えるが、女装した男である。遥か遠方の音を正確に聞き取るほどの聴力を持ち、アジト襲撃時には目と共に状況報告を行っていた。
Dr.スタイリッシュが危険種化する際に、栄養源として喰われた。

桂馬 / トローマ
声 - 浜添伸也
ナイフ使いで、奇襲戦闘を得意とする。
レオーネを奇襲で撃破したと思い込み次にマインを襲おうとしたが、無事だったレオーネに逆に奇襲をやり返されて死亡。
香車 / セリュー・ユビキタス
歩兵 / その他の強化兵全員

##### クロメの骸人形
クロメが八房の能力で操る死体人形。人間のみならず危険種も含まれている。死体なので痛覚がなく、首や腕を失っても敵に襲いかかる。自我もほとんどないが、一部には強い念が残っている者もいる。
ナタラ
生前はアカメ・クロメ姉妹と同じく暗殺部隊の隊員。主な役目は八房発動中のクロメの護衛。
骸人形のなかでも高い戦闘能力を誇り、インクルシオを装着したタツミ相手に互角以上に戦うほど。だが、度重なる戦闘の影響でガタが来ており、それをアカメに見破られ戦闘不能にされる。
『零』では、生前の彼の姿が描かれており、クロメと同じ強化組のA班に所属していた。メンバーの中で唯一の男性であったため、率先して行動したり、他のメンバーの様子を気に掛けるなど、チームのまとめ役を担っていた。墓守編では強化組の大半が犠牲となる中で辛うじて生き残るも捕らえられるが、ガイの犠牲により生還する。その後、犠牲となったメンバーの補欠として選抜組に昇格する。オールベルグとの戦いで、メラルドの不意討ちを受けて捕えられ、壮絶な拷問を受けるが、オールベルグ攻略の際にクロメに救出される。
アニメ版では、アカメとクロメの決闘中に出現した巨大危険種の攻撃からクロメを庇い、粉砕された。
武器は伸縮自在の薙刀状の臣具「トリシュラ」を使う。
ドーヤ
北の異民族から送り込まれた、女性の暗殺者。自信たっぷりな表情を浮かべているが、クロメ曰く「殺されるときは泣き叫んでいた」とのこと。
ワイルドハントと交戦した際にエンシンによって両腕を切られ、以降は他の死体から調達した両腕を移植されていたが、その影響で以前よりも戦闘能力が低下しており、それをアカメに見破られ両足を斬り落されて行動不能にされる。
アニメ版では、ナタラが破壊された後に巨大危険種を銃撃するも全く通用せず、そのまま握り潰された。
武器は2丁の拳銃。
デスタグール
洞窟で冬眠していた、帝具の素材にもなりえる超級危険種。全身が骨で構成された恐竜のような容姿を持ち、身体は生半可な攻撃では傷一つつかず、口からは地形を一変させるほどの破壊光線を放つ。
強大な戦闘力でナイトレイドを追いつめるも、奥の手を解放したスサノオにより一刀両断にされた。
ロクゴウ
声 - 藤沼建人
帝国元将軍。生前はナジェンダの同僚で、数少ない良識派の将軍であり、反乱軍に寝返ろうとしたところを暗殺され人形になった。
ナイトレイドとの戦闘では、ナジェンダに首を蹴り飛ばされるも、そのまま襲いかかり、最後はナジェンダに吹き飛ばされたところをデスタグールの破壊光線に巻き込まれ消滅した。
武器は鞭を使用する。
エイプマン
ゴリラのような姿をした特級危険種。個体のなかでも能力が高く、クロメからは脳筋だけど使いやすいと評されている。
ナイトレイドとの戦闘では、ヘンターと連携してタツミを苦しめるも、死者を冒涜するクロメにキレたタツミにより粉砕された。
ヘンター
帝国に滅ぼされた、バン族の生き残り。トリッキーな動きで殺すときにはクロメでもかなり苦労した。
ナイトレイドとの戦闘では、エイプマンと連携してタツミを苦しめたが、帝具によりバン族に変装したチェルシーに気を取られて動きが止まり、タツミにたたき割られた。
武器は、バタフライナイフをそのまま大型にしたようなものを使用する。
ウォール
サングラスをかけた、スキンヘッドの男性。生前は有名なガードマンであり、クロメの標的を護衛していたところを殺され人形になった。
ナイトレイドとの戦闘では、ボルスの護衛で参戦し、アカメを苦しめたが、手足を切り裂かれ行動不能になったあと、ボルスがルビカンテを破壊した際の爆発に巻き込まれて消滅した。
武器は透明な盾と仕込み銛を使用する。
カイザーフロッグ
カエルの姿をした特級危険種。人間を一飲みにできるほどの大きさがあり、腹の中の溶解液で相手を溶かす。
ナイトレイドとの戦闘では、マインを襲撃し飲み込むも、身体が損壊していたために溶解液が漏れ、十分な量がなかったために反撃を許し、内部から木端微塵にされた。
ラン

#### 三獣士
エスデスの腹心の部下たちで、いずれも帝具使い。エスデスとともに40万人の異民族を生き埋めにした。エスデスの命令を受け、大臣の派閥に属さない良識派の文官を暗殺、それをナイトレイドの犯行に偽装することで本物を誘き出し抹殺しようとしたが、ブラートの犠牲によって全滅した。
リヴァ
声 - 中田譲治
三獣士のリーダー格。
祝いとしてよく手料理を振る舞うがその味は最悪で、エスデスでさえ数秒気絶する代物。
ブラートが帝国軍にいたころの上官で、かつては高潔な性格だった。そのためオネストの大臣就任後贈賄を拒否したことから反乱分子として投獄されるが、腐敗官僚すら跪かせる「力」を持つエスデスのカリスマ性に惹かれ、自らに居場所を与えてくれた彼女の軍門に下り主君として慕っている。ブラートとは長いつき合いのために互いをよく知っており、敵となった際も帝国に戻るよう説得している。
竜船上でナイトレイドの一員となったブラートと再会、ダイダラとニャウに勝った彼と交戦する。軍人時代よりも強くなっていた彼に致命傷を負わされるが、毒を仕込んで相討ちに持ち込み死亡した。
使用する帝具は「水龍憑依ブラックマリン」。
ニャウ
声 - 生天目仁美
小柄な体格をした少年。ことば遣いや態度は子供だが、気に入った女性の顔の生皮を生きたまま剥ぎ取ってコレクションするのが趣味という、猟奇的な嗜好の持ち主。仲間とは仲がよく、彼らに対する情はある。
名門貴族の生まれだが、歪んだ家庭環境によって生来の残虐な性格に拍車がかかった。
竜船上でブラートと交戦し、一蹴される。ブラートがリヴァと相打ちになった後にタツミに襲いかかるが、ブラートから「インクルシオ」を引き継いだタツミによって壁にたたきつけられて死亡した。
使用する帝具は「軍楽夢想スクリーム」。
ダイダラ
声 - 勝杏里
「強い敵と戦い経験値を得る」ことを追求する巨漢。最強を目指す武者修行の途中でエスデスに完敗し、彼女に心酔して部下となった。
タツミとの戦いは優勢に進めるが、割って入ったブラートには歯が立たず、一撃で体を真っ二つにされて倒される。
使用する帝具は「二挺大斧ベルヴァーク」。

#### 羅刹四鬼
帝国最高の拳法寺・皇拳寺からボリックの護衛のために派遣された、大臣直属の4人の戦闘集団。壮絶な修行に加え、寺の裏山に棲息する危険種レイククラーケンの煮汁を飲んで育ったことにより、自身の肉体を自由自在に操作する能力を持つ。その実力は帝具使いに匹敵するほどであり、過去に5つの帝具を回収した実績を持つ。ボリックの護衛任務でスズカを除き全滅する。
『零』にも登場しており、オールベルグ攻略の助っ人としてゴズキに召集されていた。おまけで、メズが他の三人に誰が最強なのか質問し、三人が自分を主張したためそのまま戦いとなり、イバラが勝利している。
イバラ
声 - 日野聡
羅刹四鬼のなかで最強を誇る男。
セリューでも反応出来ないほどの素早い動きができる。強い女が好み。
キョロク郊外の墓地で、アカメと戦っているランと入れ換わる形で交戦する。一時は優位に戦って村雨を手にするも、村雨の禍々しい気配に驚き、手を離した隙にアカメに首を折られる。それでもなお立ち向かうも、最期は身体を切り刻まれて果てる。
スズカ
声 - 松井恵理子
右頬に大きな傷がある女性。
一見クールで常識人そうだが、本性は痛みの快楽を喜ぶドMな性格。より激しい痛みを求めるため、エスデスを襲うことも辞さないと考えている。
監視している際に変装したタツミとマインを発見し、セリューと共に彼らの確認に赴いて正体が発覚してエスデスの報告に向かう。その際、タツミと交戦してこれを圧倒する。しかし、タツミに遺跡の中に誘き出された時に建物ごと破壊され、生き埋めにされるも無事生還する（アニメ版では生き埋めにされた後は登場しない）。
帰還後はワイルドハントに加わり、タツミの情報を大臣とシュラに教える。また、生き埋めという新たなプレイに目覚めさせたタツミに興味を抱き、囚われたタツミをドロテアと共に辱めようとした寸前にエスデスに殴られ顔面から壁に思い切り突っ込んだが、重傷を負いながらも存命している。
その後は帝都に潜む反抗分子の掃討を行い、最終決戦ではエスデスとともに革命軍を迎え撃つ。途中、戦線を離れてサイキュウを暗殺したアカメのもとに現れ、地下道を崩壊させて生き埋めにしようと目論んだ（自身も巻き添えを喰っているが気にしていない）。
終戦後は無事に生還しており、ちゃっかり拾った斬り落されたエスデスの右手を退職金代わりに頂き、姿を消した。作中で敵対した中では無事に生き残った数少ない存在。
シュテン
声 - 乃村健次
筋骨隆々の巨漢。
「現世こそが地獄であり、殺して魂が解放されることが良いこと」と信じている危険思想をもっている。
メズとともに行動し、ラバックを発見し彼を追いかける。そのあと、ラバックが死んだふりをしている最中に、敵密偵チームのパイスを殺そうとした際に、ラバックが起き上がって交戦するが、その隙にパイスに逃げられラバックにも逃走を図られる。
彼を追いかけるも、仕掛けられた「界断糸」に阻まれ、その隙を突かれて槍状のクローステールを胸に刺される。そして、そのまま糸で心臓を切り刻まれて死亡する。
メズ
声 - 鈴木愛奈
褐色肌で無邪気な性格の女性。
他の3人とは異なり、純粋に仕事として殺人を行っている。
シュテンとともに行動し、ラバックを追跡し彼を仕留めたと思ったが、クローステールで防がれてそのまま死んだふりをされる。
シュテンが倒されると、自身の汗を大量に分泌させて糸に付着させ、無力化させる。ラバックを追いつめるも、悪あがきで投げたと思ったナイフに糸が結ばれており、そのまま背後からナイフを刺されて死亡する。
アカメを暗殺者として育て上げたゴズキの実娘で、アカメや暗殺部隊のメンバーとはいわば義兄妹にあたるが、本人曰く「育児放棄されていた」らしく、そのことをスズカやシュテンから心配されていた。

#### ワイルドハント
殉職で人数の減ったイェーガーズに代わり、新たに編成された秘密警察。シュラが世界各国を旅する内にスカウトしてきた人材で構成されている。しかしその権限を悪用し罪もない人々を遊び半分で殺害し続けたため、ナイトレイド史上最多の暗殺依頼が舞い込んだだけでなく、イェーガーズからも帝都の敵と認識されてしまう。ナイトレイドやイェーガーズとの三つ巴の戦いで数を減らしていき、最終的にナイトレイドとの生き残り同士の決戦の末に全滅した。アニメ版にも登場するが、シュラ以外の原作のワイルドハントのメンバーは存在しない上にメンバーは完全なモブ扱いであり、シュラの死亡後は登場しない。
シュラ
声 - 木村良平
褐色で顔に十文字の傷をもつ男。飄々した性格だが、本性は暴力的で、残忍な性格。
オネストの息子であり、頭に父と同じものがついている。その立場を利用し、町に潜伏している反乱分子を暴虐という形で取り締まっていくだけでなく、罪もないボルスの妻と娘を嬲り殺しにしたりする。
とある目的から、Dr.スタイリッシュが残した危険種を暴れさせた。そのあと、タツミとエスデスの前に現れ、シャンバラでマーキングしてあった無人島へ送らせた。
クロメに手をかけようとしたところ、横槍を入れてきたウェイブと殴りあいの決闘を行うが、敗北。意識を取り戻したあと、ウェイブとの決闘で負けたことが認められず、再戦しようとしたところランにワイルドハントが行ってきた残酷な犯罪の数々の証拠を握られていることから大臣に制止され「情けない」という言葉をかけられる。
その後、ランによって自身の悪行が暴露され、オネストにワイルドハントを解散宣言されてしまう。後がなくなり、睾丸を潰すなどの惨たらしい拷問を受けていたラバックからナイトレイドのさらなる情報を吐かせようとするも、隙を突かれてラバックが口に仕込んでいた糸で首を折られて呆気ない最期を遂げる。そして、帝具もラバックに奪われてしまう。
『零』にも登場しており、とある町で自分に立てついた役人に暴行していたところをメラルドに目撃され、「男のくせにいい動きをしている」と評された。
アニメ版ではラバックとの帝具戦を繰り広げる。帝都で手に入れた強化薬によってシャンバラを連発することが可能となり、宮殿の至る所にマーキングしてある。その能力とレジスタンスの1人に、親を助けるという嘘の約束をして裏切らせたりしてラバックを苦しめるも、他人の命を玩具扱いしたことでラバックの怒りを買い、右の手首を切断され、奥の手で世界の果てへ飛ばしたときに界断糸によって引きずりこまれ、最期は心臓をバラバラにされ死亡。
使用する帝具は「次元方陣シャンバラ」。
イゾウ
愛刀「江雪（こうせつ）」に血を与えることを望む狂気の人斬り侍。
江雪は普通の刀だが帝具を破壊できるほどの切れ味を有する業物で、本人も純粋な剣技と身体能力だけで帝具使いと互角以上に戦えることから、シュラも認めるほどの実力者。
食事と称して人を斬り殺して刀に血を与えることを生き甲斐とし、シュラに帝都なら人を好きに斬り殺せると誘われてワイルドハントに加わる。
脱走したラバックの前に立ち塞がり、シャンバラを盾にされるも躊躇わずシャンバラごとラバックを両断した。その際、最期まで生きることを諦めなかった彼に対して称賛の言葉を送っている。
その後、ドロテア・コスミナと共に革命軍を襲撃し、その最中でワイルドハントの動きを読んで待ち伏せしていたアカメと交戦する。アカメの動きを予想し、勝利を確信するも自身の予想を逆手に取った彼女の攻撃に敗れる。死に際に江雪にさらなる血を与えることを望んでアカメに託そうとしたが、拒絶され止めを刺された。
ドロテア
古風な話し方をする少女。
肉体改造を施している錬金術師であり、一見幼い少女のように見えるが、実際には他者から奪った生命力を利用して若さを保っているだけにすぎず、実年齢は高齢であることが窺える。スタイリッシュの科学力に興味を示しており、彼がナイトレイドに討たれたことを非常に悔やんでいた。
ワイルドハントの中でも一番の力持ちであり、レオーネの攻撃を軽く受け止めるほどの怪力を有するほか、自身が開発した秘薬や改造兵士を操る。
大臣からも錬金術士であるということからかなり目をかけられており、自身の工房を与えられている。
宮殿に連れて来られたタツミに襲い掛かって彼の血を吸うが、その血のうまさにタツミに興味を抱く。
怪物化したコスミナを率いてイゾウと共に革命軍を襲撃し、その最中でワイルドハントの動きを読んで待ち伏せしていたレオーネと交戦、最初はレオーネを圧倒するも、次第に彼女の驚異的な生命力と瞬発力、タフネスさの前に苦戦を強いられ、最終的に首の骨を折られて敗北、辛うじて一命を取り留め、死んだふりをしてやり過ごそうとするが、レオーネに念のために止めを刺されそうになり、自身の研究を提供することを条件に命乞いをするも聞きいれられず、大岩で押し潰されて死亡した。
使用する帝具は「血液徴収アブゾデック」。
コスミナ
眼鏡をかけた女性。
淫蕩な性格で、好みの美男子であれば誰彼かまわず性行為を求める。一方で仲間意識は高いらしく、後述の怪物のような姿に変貌しても記憶は残っていたのか、ドロテアとイゾウを襲わなかった。
元々は西の国で活動していた歌姫だったが、魔女裁判で有罪判決を受け、周囲からの迫害で家を燃やされた際に家族が全滅し、精神に破綻をきたしていた。
チャンプを倒したものの瀕死に陥ったランに性行為を求めて近付いた所をマインに胸を狙撃されて倒れるが、ドロテアの錬金術により臨死から回復し、カマキリの怪物のような姿と化す。
ドロテア・イゾウと共に革命軍を襲撃し、数多くの革命軍の兵士を殺戮・捕食し、二度目の襲撃はワイルドハントの動きを読んで待ち伏せしていたアカメの奇襲を受けて呪毒に侵されるも、賢者の石が身代わりになったことで難を逃れ、タツミと交戦、終始タツミに圧倒され、奥の手の猛毒の触手を発動するもインクルシオと同化し、毒に耐性が出来ていたタツミには通用せず、身体を一刀両断されて倒された。
使用する帝具は「大地鳴動ヘヴィプレッシャー」。
エンシン
よく舌をだす細身の男性。
貧困の中で、欲望の赴くままに人生を楽しむことを悟り、海賊として南方諸島で暴れまわっていた。疑い深い性格で、自分らに媚を売るランを警戒していた。
チャンプを連れ出したランをコスミナと共に後を追ったが、待ち構えていたクロメと交戦し、満月で最高のポテンシャルを発揮したシャムシールを駆使して圧倒するが、途中で乱入したアカメに斬られて死亡する。
使用する帝具は「月光麗舞シャムシール」。
チャンプ
巨漢のピエロ。
幼い子供であれば男女関係なく性的暴行の末に、「汚い大人にしないため」に惨殺するシリアルキラー。かつて、ランの教え子たちを皆殺しにし、ボルスの娘すら墓前で凌辱の限りを尽くして殺害した。そうした享楽的な犯行を各地で繰り返し、逮捕されかかっていたところをシュラにスカウトされた。
仇敵としてランの騙し討ちを受けるも、驚異的なタフネスで反撃を開始し、一時は追い詰めるが、マスティマの奥の手によってダイリーガーを跳ね返され死亡する。
元々は裕福な家庭で生まれたが、親から虐待を受けて育ち、その時に無垢な子供が自分の癒しだと気付いたのが切っ掛けとなり、歪んだ人格となってしまった。
使用する帝具は「快投乱麻ダイリーガー」。

#### 選抜組
『零』に登場。実力選定試験の合格者のうち、上位7名から構成された暗殺部隊のエリート。全員が年ごろの少年少女で、反乱分子の掃討を主任務とする。
帝具には劣るものの、性能は折り紙つきの武器「臣具」を持つ。相次ぐ強敵との戦いとアカメの離反により壊滅状態となり、部隊としての機能は停止する。
ゴズキ
声 - 西凜太朗
暗殺部隊の教育係を務めた人物。
8年もの間アカメたちに自分を父と慕わせて特殊訓練を施し、暗殺者に仕立て上げた。
アカメたちを自分の子供のように大事にしていると口では言っているが、凶悪そうな顔つきで任務に失敗する者は容赦なく切り捨てるという冷酷な部分も持っている。しかし情も確かに移っており、コルネリアの死に対しては「使えないガキ」として割り切ろうとしたものの長い時間を家族として過ごしたために悲しみを感じていた。他とは違い、アカメだけは自分に妄信しないことを気にしていて、アカメが信じていた相手を殺すよう命令を下す。
終盤、アカメが帝国を離反することに感付いてツクシや他の暗殺部隊とともにアカメを罠に嵌め、逃走するアカメを追跡し交戦するが、返り討ちに遭い死亡。死の間際に死んでいった暗殺部隊の子供達の魂と邂逅し、自分にこの光景を見る資格は無いと自嘲するが、どんなに堕ちても父親は父親であることを悟り、安らかな表情を浮かべていた。
かつては羅刹四鬼の一人で、メズの実の父親である。
帝具「一斬必殺村雨」を所持している。
ナハシュ
キルランクNo.1。暗殺部隊随一の実力者。
チームの司令塔的存在で、現場での作戦立案や指揮を担当。みんなからは『チーフ』と呼ばれている。自他共に厳しく、仲間を「雑魚」呼ばわりしているが、根は仲間想いである。自身が調合したこだわりのマイシャンプーを持っている。
その戦闘力は非常に高く、水龍の剣の能力を発動せずにババラの攻撃を何度も凌いだり、ポニィを抱えた状態でもその実力が衰えることなく単身で墓守と渡り合えるほどであり、ババラからは「タエコ以上の逸材」と評される。水龍の剣の能力を発動した際には髪の毛が伸びて長髪となる。
墓守編では、キマツからポニィを救出した後は負傷した彼女を抱えながら行動する。崩壊する王家の墓からの脱出の際、水龍の剣の能力を2度発動してまで襲い来る墓守の残党と戦い抜いたが、あと少しのところで能力の限界を迎えてしまい、ポニィを庇って谷底へ転落する。辛うじて存命するも、転落のショックで記憶喪失に陥っていたところをムディの秘術により洗脳され、彼の傀儡と化す。だが、完全に洗脳されてはいないようであり、最初の襲撃でポニィを斬った後、しばらくの間その悔恨に無意識のうちに苛まれ続けていた。
ハクバ山の決戦時にマシロと共にゴズキを追い詰めるが、ムディがアカメに殺された途端に突如発狂し、どこかへと姿を消した。
ゴズキを「父」と呼んでいる。
使用する臣具は「水竜の剣」。
ツクシ
キルランクNo.6。ゴズキを信じ切っている少女。
暗殺者としてはまだ未熟な点もあるが、自分の仕事によって誰かが幸せになるならと考えている。心優しく思いやりがあるが、ゴズキの教えを信じ切っているため、標的や敵対者の言葉には一切耳を貸さず、民の幸せよりもゴズキと共に幸せに暮らすことを優先している。選抜組のメンバーの中で最もアカメと親交が厚いが、彼女がゴズキの教えに疑問を抱く姿を見た際には敵意を示していた。かなりの巨乳の持ち主でもありたびたび周りの男から目をつけられる。さらに現在も成長中らしく、本人も早撃ちの邪魔になると難色を示している。
墓守編では、キマツに敗北して囚われの身となるもガイの犠牲により解放される。ガイの傷跡をヒントにウェネグの「王家の呪い」の効果を見破り、アカメに助言した。
終盤、ゴズキからアカメが離反する可能性があることを聞き、アカメが帝国を離反することを打ち明けた際、合図を送ってゴズキ達に襲わせる。その後、ゴズキが殺されたのを見て激昂してアカメを襲うも、返り討ちに遭い死亡。
ゴズキを「お父さん」と呼んでいる。
使用する臣具は「プロメテウス」。
コルネリア
キルランクNo.3。美人でしっかり者の、チームのお姉さん的存在で、女性陣からは「コル姉」と呼ばれ慕われている。
気持ちの切り替えが早く、知人によく似た標的もためらいなく手にかける。気の強い自信家だが、誰かに甘えたいと思ったり、追い詰められると弱気になるといった一面も持つ。また、カップリング好きの素養を持つほか、自身の戦闘スタイルからリーチが長い方がいいと割り切りつつも、自身の身長が高めなことを少し気にしている。
チームの女性陣の中で一番の体術を誇り、ゴズキ直伝の足の関節を外した技を得意とする。
休暇中に訪れた旅館で出会ったタエコと仲良くなるが、自身の正体を知った彼女から襲撃を受ける。激戦の末に粉砕王を破壊され、戦意喪失し醜い命乞いをするも聞き入られずに殺され、選抜組最初の死者となった。
ゴズキを「パパ」と呼んでいる。
使用する臣具は「粉砕王」。
グリーン
キルランクNo.5。眼鏡を掛けた、知的な雰囲気の少年。
貴重な鉱石を探して現金に換えている知性派だが、ムッツリスケベで、女性陣から不気味がられている。趣味は化石集めとペーパークラフトの作成で、アカメにペーパークラフトの作り方を教えたのも彼である。アカメの腋を見て心を奪われて以来腋フェチに目覚めたと自称しているが、実際にはアカメに好意を抱いている。
アカメと同様に帝国の腐敗を感じ、そのやり方に疑問を抱いてはいるものの、彼女の身を案じて帝国への疑念を表には出さぬよう警告を促していた。
墓守編では、突入前は行方不明になったクロメの身を案じるアカメの制御役や彼女と共に墓守の捕獲を担当し、突入後は奇襲型の敵への警戒係を担当する。王家の墓の罠で散り散りとなったが、ジャモ・ヌビスとの戦いの際にアカメと合流し、続くウェネグとの戦いでも彼女の補佐を務めた。
同盟との戦いにおいてマシロを追い詰めるも、執念を発揮した彼女に接近戦に持ち込まれた末、首を捻じ折られて死亡する。
ゴズキを呼び捨てで呼んでいる。
使用する臣具は「サイドワインダー」。
ガイ
キルランクNo.2。体中に傷がある大柄な少年。
頭は悪いが、パワーだけならナハシュに引けを取らない。グリーンと違い、こちらはオープンなスケベで、コルネリアに好意を抱いているが、普段の行いが悪いせいか相手にされていない。女遊びが好きで、仲間に借金をしてまで遊郭でこっそり遊び呆けている。
初任務で標的を殺害した際、無意識に後味の悪さを感じていたが、次第にそれを感じなくなっていった。
墓守編では、レイアースーツの能力を駆使して突入前は王家の墓の偵察を担当し、突入後は地中からの奇襲を担当した。メンバーの中で最初にウェネグの元へ辿り着き、墓守の長の力に翻弄されながらも善戦するが、止めの一撃のダメージを「王家の呪い」で自身に流し込まれ致命傷を負う。最後の力を振り絞って囚われの身となっていたツクシたちを解放した後、単身ウェネグに立ち向かうも心臓を握り潰されて死亡した。
ゴズキを「親父」と呼んでいる。
使用する臣具は「レイアスーツ」。
ポニィ
キルランクNo.4。ポニーテールの小柄な少女。
快活な性格の持ち主で、ツクシらと同じくゴズキを実の父のように慕っている。頭脳のほうはガイとどっこいだが、身体能力は抜群であり、メンバーの中でも最も優れた脚力を誇り、耐久力も高い。また、嗅覚も優れており、目隠しした状態でも匂いだけで仲間を判別できる。
墓守編では、キマツとの戦いに敗れ殺されかけていたところを駆け付けたナハシュに救われ、崩壊する王家の墓からの脱出の際もナハシュの犠牲で辛くも生還する。何もできずに足でまといとなった自分を後悔しており、復活後はナハシュの分まで戦い抜くことを決意し、キマツの技を真似て窮地から逃れるなど心身共に成長する。同盟の襲撃の際に洗脳されたナハシュに斬られ、辛うじて存命するも重傷を負い、その傷が元で以前よりも戦力が低下してしまう。アカメが離反後、唯一生き残り、ナハシュを探す旅に出る。
ゴズキを「お父さん」と呼んでいる。
使用する臣具は「ヨクトボトムズ」。

#### 強化組
『零』に登場。実力選定試験のキルランクNo.8以下の合格者で構成された暗殺部隊。選抜組に引けを取らないよう全員が投薬強化を施されている。反乱分子の暗殺に加え、罪人の処刑を任務としている。
クロメ

ナタラ

ビル
『零』に登場。モノクルを掛けた禿頭の男。
暗殺者養成カリキュラムの指導者的存在で、キルランクNo.8以下のメンバーの育成や投薬強化に加え、再起不能とみなされたメンバーの薬殺処分を行っている。作中の描写からゴズキよりも上の立場にいる模様。わずかながらも情を見せたゴズキとは違い、強化組のメンバーを単なる捨て駒としか見なしていない。緊急時の強化薬を奥歯に仕込んでおり、強化時の強さはゴズキですら一目置くほどであるらしい。
ナジェンダとの接触を経て真相を確かめるべく研究所内へ侵入したアカメに拘束されて尋問を受けた後、強化薬を発動して応戦しようとするも瞬殺される。死後も知識を受け継いだ部下たちによって暗殺部隊は運用されることになった。
ギン
キルランクNo.10。美人だが勝ち気で男勝りな性格で、仲間を「ボンクラ」とけなしているが、不馴れなことには緊張するほか好意を抱いた相手に対しては世話を焼くようになる一面も持つ。戦果をあげてに選抜組に入ろうと躍起になっている。包丁のような大振りの剣を武器とする。
墓守編では、強化組の大半が犠牲となる中で辛うじて生き残るも捕らえられ、ジャモに辱しめられるが、ガイの犠牲によって解放され、復讐を果たす。その後、犠牲となったメンバーの補欠として選抜組に昇格する。
墓守編以降からナタラに好意を抱くようになるが、彼の草食系男子っぷりには呆れている。オールベルグの襲撃を受けた際、メラルドと対峙するもメラルドに「蠢くもの」の卵を体内に埋め込まれ、苗床にされて死亡した。
アニメ版では、クロメの回想に登場している。
ウーミン
眼鏡をかけた知的な印象の少女。丁寧な言葉で話す。
初任務で標的に動きを見切られ、両断され死亡する。
レムス
キルランクNo.32。メンバーの中では一番幼く気弱な性格で、よく仕損じて他のメンバーや教官に叱られている。
初任務で致命傷を負いながら生き延びるも、再起不能と見なされ処分される。
バルル
強化組のメンバー。
アラシの奥の手にやられ、初登場時には既に死体となっていた。
カイリ
強化組の現リーダー。双剣を武器とする。
まだ10代の少年であるが、薬の副作用で白髪の老人のような風貌となっている。アカメを「アカメっち」、クロメを「クロメっち」と呼んでいる。
クロメと共に反乱軍の要人暗殺に派遣された際に待ち伏せしていたアカメと交戦し超強化薬を服用して互角の戦いを繰り広げるが、情けを捨てたアカメに討たれた。
『零』にも登場しており、このころはまだ年相応の姿であった。クロメたちが選抜組に昇格したあと、強化組のチームリーダーに指名された。

#### 帝都関係者
オーガ
声 - 小山剛志
帝都警備隊隊長でその剣の腕前から「鬼のオーガ」と呼ばれている。ガマルから賄賂を受取り、無実の人を犯罪者に仕立て上げ処刑していた。自らに与えられた権力を振りかざしてやりたい放題だったため、暗殺の指示を受けたタツミに路地裏で殺される。セリュー・ユビキタスの師でもあった。
ショウイ
声 - 藤沼建人
皇帝に仕える内政官。皇帝の政策に口出ししたため、大臣の策により皇帝から「牛裂きの刑」を宣告される。皇帝に「大臣に騙されている」と言うが大臣を信用しきっている皇帝に聞き入れてもらえず、誰かが大臣に罰を与えてくれることを願いながら連行された。
コボレ兄弟
皇帝に仕える文官の兄弟。大臣の手下で悪事を働くが、仕事の方は優秀。自身の子供（どちらのかは不明）の前では良い父親を演じていた。革命軍に暗殺依頼されたタツミとレオーネによって暗殺される。
チョウリ
声 - 蓮岳大
元帝国大臣。大臣の派閥に属さない良識派の1人で、「民あっての国」と語る良心的な人物。また、娘のスピアに対して親馬鹿な一面を持つ。その人柄と現役時代の功績から未だ彼を慕う者は多い。
帝国の腐敗を憂いており、反オネスト派に請われたこともあって政界への復帰を決意するも、帝都へ向かう途中で三獣士の襲撃に遭い、リヴァに首を斬られ殺害された。
スピア
声 - あいざわゆりか
チョウリの娘で、皇拳寺槍術皆伝の達人。勇ましく正義感が強い性格で、父のために頑張ろうとする親思いの少女。また、父から勇ましすぎて嫁のもらい手がないのが玉に瑕と言われ、すねてしまう面がある。
父と共に帝都へ向かう途中、三獣士の襲撃に遭う。腕利きの部下たちと共に迎え撃つが、ダイダラに部下全員が殺され、自身も重傷を負う。最期はニャウに顔を剥がされて殺された。アニメ版ではショック死したことになっている。
ゲバゼ
声 - 山本兼平
皇帝に仕える財政官。市民を家畜と見下し、彼らから税金を搾り取っている。メイドに変装したチェルシーによって暗殺される。
セイギ
皇帝に仕える内政官。帝都では数少ない良識のある人物であり、皇帝に西の異民族侵略の現状を報告し帝都の危機を知らせるも、大臣に内乱の話を逸らすための責任逃れの口実だと歪曲され、その後は粛清された模様。
ヨウカン
ナジェンダ曰く「大臣に媚びへつらうコバンザメ」。無能だが媚びへつらうことだけには長けており、妊婦の腹を裂いて胎児の性別を当てるなどの悪趣味且つ残虐なゲームでオネストを楽しませていた。決戦の際にナイトレイドの最終標的となり、アカメとレオーネに追い詰められる。観念して辞世の句を聞かせようとするが、聞き入れられることなくアカメに頭を輪切りにされ死亡した。
コウケイ
大臣派の武官。軍需物資を横流しして私財を貯め込んだり、オネストと共謀して自分にたてつく将軍たちを無実の罪に陥れていた。決戦の際にナイトレイドの最終標的となり、ドウセンと共にアカメとレオーネに追い詰められる。一度は宮廷警護専門の帝具使いに守られて難を逃れるも、最終的にレオーネに追い詰められ殴殺された。
ドウセン
相撲取りのような風貌の巨漢。各地の民衆から搾り取った金を賄賂としてオネストに献上することで出世してきた。決戦の際にナイトレイドの最終標的となり、コウケイと共にアカメとレオーネに追い詰められる。一度は宮廷警護専門の帝具使いに守られて難を逃れるも、最終的にレオーネに追い詰められ殴殺された。
サイキュウ
オネストの補佐。暗殺部隊の設立者であり、アカメたち帝国の暗殺者の生みの親でもある。「反乱時に真っ先に命を狙われるポジションには立たず、陰で支えながら自分自身も好きなように生きる」という人生哲学を持つ。決戦の際にナイトレイドの最終標的となり、数名の部下を連れて帝国からの逃走を図るが、アカメに追い詰められる。命乞いをするも聞き入られることなく斬殺され、アカメの姿に自分の理想としていた暗殺者の姿を垣間見ながらも、自身が指示した教育方針が皮肉にも自身の死を招いてしまったことに内心後悔しながら息絶えた。
『零』にも登場しており、ロンゴロンゴの力を利用して各地に「隠れ里」と呼ばれる私有地を創設し、そこで様々な種別の私兵を養成していたことが明らかとなっている。
使用する帝具は「世界全書ロンゴロンゴ」。
宮廷警護専門の帝具使い
ペストマスクを付けた帝具使い。アカメから「まだこれほどの奴が残っていたのか」と言わしめるほどの実力を持つ。コウケイとドウセンを守り、アカメと交戦するが、毒ガスの罠を見抜いたアカメに一瞬で斬られて死亡。
侍女
声 - 真山りか
アニメオリジナルキャラクター。皇帝の宮殿に仕える少女。反乱軍の協力者としてタツミとラバックの案内役を担っていたが、シュラに家族を人質に取られ、彼らを裏切る。自身の命を賭してまでシュラに貢献したが、家族は既に殺害済みであった。
マーサ
『零』に登場。アカメと親しかった料亭の女将。
反乱軍の内通者の疑いでアカメの初任務の標的となるが、実際には家族を救うために帝国の命令でアカメら選抜組の育成に協力していただけに過ぎなかった。
指令の内容を信じられずに自身に詰め寄ったアカメに本性を現して襲いかかったが、戸惑いながらも情けを捨てた彼女に討たれた。アカメを騙してはいたが、彼女に対する愛情は本物であった。
ラギリ
『零』に登場。帝国北部にあるラクロウ城の太守。
北の異民族と内通しているという疑いで暗殺部隊の標的となり、ツクシに暗殺される。

### 異民族
帝国の民とは異なる民族。帝国を三方から取り囲んでおり、しばしば戦闘が行われている。その一方で帝国に傭兵として雇われ、「ナイトレイド」と敵対した者もいる。
西の異民族は革命軍と同盟を結び、帝国と敵対関係にある。北の異民族も帝国への侵略をくり返していたが、エスデスに制圧された。数年前は南西のバン族も帝国に反旗を翻していたが、こちらもエスデスにより鎮圧され屈服させられている。
ヌマ・セイカ
声 - 石狩勇気
北の勇者と呼ばれる北方異民族の王子で槍を持てば全戦全勝と謳われる。
すさまじい軍略を併せ持ち、民から絶大な信頼があった。
自国の要塞都市を拠点に帝国への侵略を強めていたが、エスデス将軍率いる北方征伐部隊に国を制圧され、自身のプライドも性格も破壊されたあげくエスデスに殺される。

### 安寧道
民衆に広く信仰されている宗教。善行の積み重ねが、幸せや長寿につながると教えを説いている。
10年で信者を増やし、帝都東部での大きな勢力となっている。ボリックの死亡で急進派が台頭し、反乱が勃発する。
教主
声 - 高坂篤志
安寧道の教主。穏やかな性格で信者達にとても慕われている。護衛を引き連れ街の様子を見にいくこともある。超常の力を行使することが出来るが、それは特級危険種と人間のハーフであるため。このことは教主自身は知らない。
マインがタツミに告白するきっかけを作った人物であるが、2人が付き合うことで何か良くないことが起きると未来予知で見ており、そうならないように祈っていた。
ボリック
声 - 岩崎征実
教主補佐であり、大臣が送り込んだスパイ。立場を利用しやりたい放題やっている外道。教主を殺し自分が頂点に立つ気でいる。ナイトレイド襲撃の夜にクロメの制止を聞かずに重傷のレオーネに手を出そうとして離れたところを、アカメの村雨によって殺された。
アニメ版では、エスデスの忠告を聞かずにホリマカを連れて逃げ出すも、先回りしていたアカメとラバックに襲われ、最期はラバックのクローステールで絞殺される。
ホリマカ
声 - 菅沢公平
安寧道の膨大な数がいる信者の一人であり、帝具使いのサングラスを掛けた男。ボリックの奥の手であり、彼の存在は帝国にも知られていない。ナイトレイド襲撃でアカメ達を待ち伏せるも、アカメの攻撃を防いだ際わずかに傷を受けてしまい、特に活躍せずに呪毒で死亡する。アニメ版では登場直後に原作と同様の形で死亡する。
使用する帝具は「奇奇怪怪アダユス」。

### 暗殺結社オールベルグ
『零』に登場。歴史の裏で数多くの暗殺事件に関与してきた暗殺結社。ゴズキですら危惧するほどの実力者で構成されており、「死は老若男女善悪身分問わず平等」という理念のもと、いかなる思想にも染まらず、依頼内容がまとまれば善人悪人問わず殺害する。革命軍に雇われているが、パイス曰く「今回たまたま交渉がまとまって革命軍に付いている」だけに過ぎず、前述の理由から「新国家には危険な存在」と危惧されてもいる。
チェルシーもかつてはここに所属していた。
メラルド・オールベルグ
オールベルグの首領である美女。部下からは「メラ様」と呼ばれている。同性愛者であり、若い女性をナンパしては「正しい愛を体に説く」と称して性交するほか、女性相手ならストライクゾーンが広い。幼少期に変装して大会に出場した時にエスデスと戦っており、しかも試合後に迫ったこともある。
オールベルグの頭領に代々受け継がれる「蠢くもの」と呼ばれる小型の昆虫型危険種を使役している。様々な特性を持つ「蠢くもの」を駆使した多彩な攻撃・防御手段に加え、相手の体内に埋め込んだ「蠢くもの」の卵を特殊な信号で孵化させて内側から食い破らさせたり、繭のようなもので自身を包み込み、昆虫人間のような肉体に再構築する奥の手を有する。
任務でアカメ達を襲撃し、ギンを殺しアカメ・クロメ・ナタラを捕らえる。三人をアジトに連れ去り、ナタラは拷問にかけ、アカメとクロメは仲間にしようと目論む。特にアカメに対しては異様に入れ込んでおり、彼女にキスをしたり暇さえあれば肉体関係を迫るなどしていた。その際、アカメに帝国の実態を教え、不信感を植え付けさせた。しかし、アカメが自分の物にならないことを悟ると始末しようとしたが、そこをゴズキ達と羅刹四鬼がアジトを襲撃。最期はアカメと戦って敗れ死亡する。
ギルベルダ
オールベルグの殺し屋で、メラルドのメイド2人組の1人。豪快で好戦的な性格の持ち主で、メラルドに対して絶対的な忠誠を誓っている。メラルドからは「ギル」と呼ばれており、チェルシーを「チェル公」と呼んでいる。
特級危険種を一撃で撲殺したり人間を抱えて走れるほどの怪力やポニィのキックやプロメテウスの銃撃を受けても平気なほどの頑強な肉体を生まれつき持っており、挌闘戦を得意とする。その能力故に親から恐れられ、売られたところをオールベルグに引き取られたという過去を持つ。
オールベルグ攻略の際、ゴズキに村雨で斬られながらも最後の力を振り絞り、オールベルグのアジトを崩壊させて生き残った仲間を逃がした。
カサンドラ
オールベルグの殺し屋で、メラルドのメイド2人組の1人。冷静沈着で理知的な性格の持ち主で、メラルドに対して絶対的な忠誠を誓っている。メラルドからは「ドラ」と呼ばれている。
4本の腕を持ち、「ベルグチャクラム」と呼ばれる飛び道具と4本の剣を武器とする。サーカスに売られていたところをオールベルグに引き取られたという過去を持つ。
オールベルグ攻略の際には足止め役を担い、メラルドから託された「蠢くもの」と共にグリーン、イバラ、スズカ、メズを圧倒するも、激戦の末に敗死した。
ダニエル
オールベルグの執事長である老人。オールベルグのメンバーの中では唯一の男性であるが、優秀であるためメラルドに辛辣な態度を取られながらも信用され傍に置かれている。
ババラに恋心を抱いており、いつしか振り向いてもらおうと現在に至るまで彼女に操を立てていため童貞であり、そのことをよくメラルドにいじられている。ババラの死後、ババラの仇を討つことに執心している。高齢ながらも長距離を息切れすることなく走ったり、グリーンのサイドワインダーの連撃を耐えきるほどの持久力を持ち、格闘技を得意とする。
グリーンを追い詰めるもアカメを捕獲した際に彼女から受けた傷が原因でグリーンを仕損じたこととグリーンの揺さぶりに一瞬動揺したことが仇となり、駆け付けたポニィとツクシの連携によりこめかみを撃ち抜かれ死亡した。
ババラ・オールベルグ
オールベルグのご意見番である老婆。説教しつつ自身の若かりしころを自慢する癖があるほか、食事はハンバーガーしか食べていない。
高齢ながらも、ナハシュやゴズキと互角以上に渡り合える実力を持ち、600種類以上もの毒物（呪毒は対象外）に対する耐性を有する。
暗殺部隊の男性メンバーを襲撃し圧倒するが、ゴズキの参戦で形勢を逆転され、激戦の末に村雨の刃を受けて呪毒に侵され、自爆して果てる。
タエコ
ババラに育てられたオールベルグの暗殺者。冷静沈着で気持ちの切り替えが早く、敵と見なしたものはたとえ友人であろうと容赦なく切り捨てる。コルネリアとメラルド曰く「アカメと雰囲気が少し似ている」らしい。
オールベルグ産の解毒不可能な猛毒が塗り込まれた長刀を用いた抜刀術を得意とし、含み針や筋肉を硬化させてダメージを軽減する技を使いこなすほか、話術にも長けており、その実力はババラから「若い者で彼女より強い者はいない」と評されるほど。
ババラの命令で選抜組の女性メンバーを狙う。旅館で知り合ったコルネリアと仲良くなるが、チェルシーの報告から彼女の正体を知り、敵対する。コルネリアを廃墟におびき寄せ、激戦の末に彼女を殺害した直後にアカメを狙うが、返り討ちにされ死亡する。

### プトラの墓守
『零』に登場。帝国北西に位置する渓谷地帯・プトラに存在する王家の遺跡を守護する墓守。本来は墓荒らし以外には手を出さない善良な部族だが、墓を荒らす者に対しては容赦はなく、墓荒らしだけでなくその家族までも見せしめのために惨殺する。遥か昔に亡命してきた西国の者から得た秘術により、自身の肉体の一部を危険種化させる能力を持ち、帝国の暗殺者たちを返り討ちにするほどの戦闘能力を有する。また、危険種ヤシャの髑髏の数によって階級が定められており、階級が高いものほど数多く身につけている。
供え物の財宝を狙った帝国の策略で「供え物不足で帝国の財宝を盗んだ悪人」に仕立て上げられ、強化組の標的となるが、上述の秘術の力により強化組のメンバーの大半を返り討ちにし、想定外の被害を出させた。救援要請を受けて駆けつけた選抜組やエスデスを交えた激戦の末、任務で不在であったムディを除き全滅した。
ここでは、名前が登場した者のみ記述する。
ウェネグ
プトラの墓守の長。一人称は「我」。墓守の掟を重んじており、少しでも長く墓守の長を続けられるよう健康に気を配っている。趣味は保存食の開発で、好きな色は青色。
プトラの地で神獣として崇められている超級危険種ヌビスの能力を持ち、他の墓守とは桁違いの攻撃力と回復力、スピードを誇るほか、自分が受けたダメージを相手に流し込む「王家の呪い」と呼ばれる長のみが使える秘術を有するが、与えられるのは「攻撃を受けた瞬間のダメージ」のみであり、付加効果までは与えられない。
捕らわれたクロメたちの前に現れ、クロメを自身の花嫁にしようと目論む。クロメたちの救出に現れたガイを「王家の呪い」で返り討ちにするが、彼の最後の足掻きでクロメたちを逃がされ、その跡を追っていた途中でアカメ・グリーンと遭遇する。一度は2人を圧倒するも、「王家の呪い」の効果を見抜いたツクシの助言を受けたアカメの「桐一文字の能力を利用してわざと傷の浅い斬撃で何度も切り裂く」戦法により、回復力の限界を迎え敗北する。その直後にエスデスの加勢により部下が全滅したことを知り、帝国への怨嗟の言葉を残して自身の死と共に王家の墓が崩壊する仕掛けを発動させた後、事切れた。
キマツ
墓守の幹部。バッタの能力を有するソフトモヒカンの男。墓守の中でも上位の実力者であり、次の長の座を狙っている。口調が荒く粗暴な性格だが、洞察力と知略に長けており、墓守の戒律を重んじている。両脚をバッタの脚のように変化させ、縦横無尽に高速で跳ね回ったり、強力なキックを放つ能力を持ち、狭い場所での戦闘を得意とする。能力を最大限まで解放すると両腕も変化し、背中から翅が生える。
ツクシを瞬殺して捕えた後、カショックとの戦闘を終えたポニィを襲撃し圧倒する。彼女を自身の花嫁にしようとしたが、拒絶されたことに憤慨してなぶり殺しにしようとしたところを駆け付けたナハシュに両断され、死亡した。
カショック
墓守の幹部。ヘビの能力を有する細身の小柄な女性。クールで美人だが、本性は組み伏せた相手を絞め殺すことに快楽を見出す残忍なサディストである。寝技を得意とし、神経毒の牙を持つ。
ポニィと交戦し、彼女を組み伏せて神経毒を注入した後、じわじわと絞め殺そうと目論むが、毒に耐性を持っていたポニィには効果が完全には現れずに寝技から脱出され、首を蹴り飛ばされて死亡した。
ジャモ
墓守の幹部。ホタルイカの能力を有するアフロの男。ノリの軽い両刀使いで、好みのタイプは生意気な女。自身を「ジャモおじさん」と呼んでいる。おちゃらけた性格とは裏腹に腐った性根の持ち主であり、自身が不利な状況に陥ると長すら見捨てて逃亡する。両腕や全身から吸盤の付いた触手を生やして相手を絡め取るほか、口から墨を吐いたり、皮膚から粘液を分泌させて相手の攻撃を受け流す、全身を発光させて目眩ましをする能力を持つ。
囚われの身となったクロメたちを辱めた後、アカメと交戦するが、アカメに自身の触手を喰われて怯み、ヌビスが監禁されている場所へ誘導するも、ヌビスをアカメに撃破され、さらにグリーンの加勢により追い詰められる。ウェネグの参戦により躍起を取り戻すも、グリーンに圧倒されると、ウェネグを見捨てて目眩ましで逃走を図ったが、密かに後を着けてきたギンに睾丸を潰された挙句撲殺され、帝国への怨嗟の言葉を残して息絶えた。
アラシ
ヤマアラシの能力を有する長髪の若者。手柄を独占しようとする傾向があるため、ジャモやカショックからは快く思われていなかった。投薬強化したクロメたちと互角に渡り合えるほどの剛力と瞬発力を持ち、針のように硬質化させた髪の毛を飛ばす奥の手を有するほか、嗅覚も優れている。
クロメのチームを襲撃し、バルルを殺害してクロメたちを追い詰めるが、クロメに動きを見切られ攻撃を受ける。死んだふりをして不意打ちを試みるも、それを見抜いたクロメに止めを刺された。
ラグー
モグラの能力を有する丸いサングラスを掛けた男。土中を自在に移動できる能力を持ち、地中からの奇襲を得意とするほか、「ラグードリル」という必殺技を有する。
ガイを襲撃するも、彼が作った身代わり人形に気を取られた隙を突かれて返り討ちにされる。
ヌビス
ウェネグの血縁。本名は不明だが、ジャモからは「ヌビス」と呼ばれている。ウェネグと同様にヌビスの力を操る能力を持つが、その力を制御できずに自我が崩壊してしまい、王家の墓の広間のような場所に鎖で繋がれて拘束されている。ジャモに解放されてアカメに襲いかかるが、動きを見切られ、首を切断された。

### 同盟
『零』に登場。帝国の暗殺部隊に怨恨を持つ者同士で結成された集団。
正式名称は不明だが、全員が同盟関係にあることから便宜上『同盟』と呼称する。
ムディ
同盟の盟主。プトラの墓守の唯一の生き残りである物腰の柔らかい飄々とした雰囲気の青年。
身体能力は低めだが、知略に長けており、寄生虫を用いて相手を洗脳する秘術を得意とする。
墓守編では任務で不在であったが、帰投時に同胞の全滅を知り、崩落に巻き込まれて記憶喪失に陥っていたナハシュを秘術で洗脳して回収した後、帝国への復讐を誓って姿を消した。
その後、自身と同じ境遇を持つミーラ、ロリス、マシロを集めて同盟を結成し、帝国の動きを先読みしてハクバ山に駐在していた反乱軍に加入する。最初の襲撃では、ナハシュを利用してアカメ以外の選抜組のメンバーを誘き寄せ、ポニィに重傷を負わせるも反撃でミーラを失い、一時撤退する。決戦時にアカメに「自分が死ねばナハシュも死ぬ」と脅迫して奇襲を仕掛けようとするも聞き入られることなく斬殺された。
ミーラ
同盟の一員。暗殺結社オールベルグの残党である双子の姉妹の姉。ポニーテールで月のアクセサリーを付けており、お嬢様口調で話す。
可憐で子供っぽいが、好戦的で敵を嬲ったり、殺害した相手の死に顔を「変顔」と嘲笑する残忍さを持つ。双剣を武器とし、クロメやポニィですら対応しきれないほどの敏捷さで相手を翻弄する。
メラルドを殺した帝国の暗殺部隊に復讐するために同盟に加わる。最初の襲撃の際、クロメと交戦し、なます斬りにして追い詰めるが、最終的に動きを見切られて致命傷を負い、自爆して果てた。
ロリス
同盟の一員。暗殺結社オールベルグの残党である双子の姉妹の妹。ツインテールで星のアクセサリーを付けている。
性格・能力はミーラと同じだが、ミーラと比べると若干口調が荒い。戦闘中にミーラに競争を持ちかけ、姉妹同士で競い合っている。
ミーラと同様にメラルドを殺した帝国の暗殺部隊に復讐するために同盟に加わる。最初の襲撃の際にミーラを失い、暗殺部隊へのさらなる恨みを募らせる。再戦時にマシロと交戦していたアカメに奇襲を仕掛けるも逆に圧倒され、首を斬られて死亡する。
マシロ
同盟の一員。元革命軍の女戦士。
美人だが大酒飲みで男勝りな性格。「スーパーエージェント」と呼ばれるほどの実力者であり、ツクシを凌駕するほどの銃の腕前を持ち、体術にも優れている。一方で慈愛にも満ちており、ミーラを失ったロリスを気にかけ、戦いが終わった後は彼女を引き取ろうとしていた。
恋人であるサバティーニ一座のコウガと共に国を変えることを夢見ていたが、帝国の暗殺部隊に彼を殺されてその夢を奪われたことで、その恨みを晴らすべく革命軍を抜けて同盟に加わった。最初の襲撃の際に早撃ちでツクシに重傷を負わせるが、自身も負傷して撤退する。再戦時にゴズキ・グリーンと交戦し、ナハシュと共にゴズキを追い詰めるもムディの死によりナハシュが発狂したことにより取り逃がす。駆け付けたアカメに追い詰められながらも1人でも多くの仇を殺そうと執念を発揮し、グリーンを返り討ちにするが、アカメに討たれる。死に際の言葉からコウガの約束の相手であったことをアカメに気付かせることとなった。

### その他
イエヤス、サヨ
声 - 髙橋孝治（イエヤス）、小松未可子（サヨ）
タツミの幼馴染み。タツミと共に帝都を目指す途中で夜盗の襲撃に遭い、はぐれてしまう。その後、帝都でアリアとその両親に囚われて玩弄され、サヨは拷問によって責め殺され、イエヤスも拷問に端を発する病気に罹患して、死亡する。サヨはタツミの片思いの相手であり最愛の人でもあった。作中に戦闘シーンはないが、タツミによると「強い」とのこと。
アリア
声 - 佐藤奏美
レオーネに金を騙し取られて途方に暮れていたタツミを助けた貴族の少女。両親（声 - 山岸治雄〈父〉、中村夏緒〈母〉）と共に善良な人物を装っていたが、実は地方から来た人間を言葉巧みに誘い込み、監禁して拷問しながら死に追いやって愉しむ残忍なサディスト。実態は地方の民を家畜としか思っておらず、サヨを拷問して殺した張本人。ナイトレイドが襲撃してきた際に全ての真実を知ったタツミにより斬り捨てられる。
両親も娘同様、地方から来た人間を拷問にかけることが趣味。特に母親は捕らえた人々を病気に感染させたり薬漬けにして、苦しみながら死んでいく様子を日記に付けて愉しむ悪趣味さで、イエヤスを拷問した張本人。ナイトレイドの襲撃の際に母親はシェーレによって両断され、父親はレオーネによって成敗された。
ガウリ
声 - 赤澤涼太
アリアの護衛の男性。護衛たちの中では比較的良心的な考えの持ち主であり、タツミに帝都の実態やナイトレイドの存在を教えた。アリアとその両親の悪行を見て見ぬふりをしていた罪で他の護衛ともども標的となり、ナイトレイドの襲撃の際にアカメの一撃を受け、「心根も腐っていた自分には当然の報い」と自らの罪を受け入れながら死亡した。
ガマル
帝都で油屋を営む男で、帝都警備隊隊長のオーガに大量の賄賂を贈り、自身の悪事を関係のない人物に濡れ衣を着せていた。暗殺依頼を受けたレオーネとアカメに殺される。
イヲカル
大臣の遠縁に当たる男で、大臣の名を利用し、女性を拉致しては死ぬまで暴行している。周りに女性たちを固めて守らせていたが、マインに眉間を撃ちぬかれ死亡する。
また、イヲカルを護衛する傭兵達は、全員が「皇拳寺」で武術を学んでおり、そのうち1人は10年前は師範代だったが悪事を働いたため破門されている。イヲカルの護衛におこぼれしていた模様。イヲカルを殺された失態で大臣に処罰されることを恐れてマインたちを追撃するが、ナイトレイドの待ち伏せを受け、元師範代以外は死亡。残った元師範代はタツミとマインを襲撃するが、タツミにしがみ付かれたところをマインに撃たれて死亡した。
ザンク
声 - 鶴岡聡、松岡禎丞（『アカ斬る！劇場』）
首斬りザンクと呼ばれ住民から恐れられている辻斬り。
かつては帝国最大の監獄で首斬り役人だったが、何十年も毎日のように命乞いをする人の首を斬っているうちに癖になってしまい、監獄で斬っているだけでは物足りなくなり辻斬りになった。署長を殺し、持っていた帝具「スペクテッド」を盗んだことで討伐隊が組織されたが、直後に行方をくらましていた。
おしゃべりが趣味だが、それはこれまでに自分が殺してきた者たちの怨嗟の声をかき消すためでもある。口癖は「愉快愉快」。
帝都に戻り辻斬りを再開したことでナイトレイドが暗殺依頼を受ける。タツミとアカメを分断し、帝具を駆使してタツミを追い込むが、駆けつけたアカメに殺される。死ぬ間際、これまで自らを苛んできた死者の声が聞こえなくなったことをアカメに感謝した。
使用する帝具は「五視万能スペクテッド」。
カルビ
声 - 藤原貴弘
帝都で肉屋を営むミノタウロスのような風貌の男。破門されたが、かつては「皇拳寺」で9段の実力を持っていた。
エスデス主催の都民武芸試合でのタツミの対戦相手で、彼を侮って戦うが一蹴される。
パイス
革命軍密偵部隊の女性。そばかすが特徴。トリネとは恋人同士。
ボリックの暗殺任務の際、羅刹四鬼のメズとシュテンに襲われて殺されそうになったところを、死んだふりしていたラバックに助けられる。そして、ボリックの暗殺を成功して逃げる途中のラバックをトリネとともに発見し救出する。その後、再びトリネと帝都に潜入し、ワイルドハントの情報を探っていた。
『零』にも登場している。
トリネ
革命軍密偵部隊の大柄の男性。パイスとは恋人同士。ボリックの暗殺を成功して満身創痍で逃げているラバックを発見し、彼を背負って救出する。その後、パイスとともに帝都に潜入しワイルドハントの情報を探っていた。
『零』にも登場している。
エア
「アカメが斬る！特別編」に登場。地方の村から帝都に売られた三人組の少女の一人。
帝都のバックに買われるが、飼い犬を子供のようにかわいがっている富豪に売られてしまい、その犬に犯されて凌辱される。その後、ルナとファルを死に追いやった彼らに復讐するために、敢えて自身を買った富豪に忠実な犬の様に振舞い、毎晩のように性的奉仕を行った。そして、気に入られて外出するのを許されたのを機に富豪の家の金貨を盗み出し、それでナイトレイドにバックたちの暗殺を依頼する。そして、バックたちが暗殺された後、街中で二人の仇を討てたことを喜び、生まれ変わったら優しい世界になっていることを望みながら静かに息絶えた。
アニメ版では最終話に少しだけ登場。三人とも原作のような悲惨な目に遭っておらず、革命後の帝都のパレードを三人で楽しそうに見物していた。
ルナ、ファル
「アカメが斬る！特別編」に登場。エアとともにバックに買われた三人組の少女の二人。ルナは冷静な性格の青髪の少女。ファルは勝気な性格で拳法の心得がある。
帝都で働いていい帝都暮らしを夢見てたが、バックに騙されて悪趣味のマニア層の富豪たちに売られる。その際、ファルは抵抗するが返り討ちに遭い、罰として両足を折られ、ルナは富豪の要望で目玉を抉られる。その後、ファルは虐待の末に殺され、ルナは耐え切れずに自殺する。
バック
「アカメが斬る！特別編」に登場。親に売られたエア達三人を買った帝都の若い男性。
一見、人の良さそうな好青年であるが、その正体は帝都でも悪趣味なマニアの富豪達を相手に騙して連れてきた少女達を売り渡すブローカー。彼自身も母親に売られた元奴隷で胸にその時の証が付いている。最期は富豪たちと宴を催している時にエアに依頼されたナイトレイドに襲撃されて富豪達を殺される。自身も隠し通路から逃げるもアカメに待ち伏せされ、自身の奴隷の証を見せて命乞いをするも、聞き入れられず殺される。
ローグ
声 - 多田このみ
ボルスの娘。父親想いの少女で、ボルスの死後も母親と共に毎日欠かさず墓参りを行っていたが、シュラに目を付けられ、チャンプにレイプされたあげく惨殺された。
アニメ版ではシュラ以外の原作のワイルドハントのメンバーが存在しなかったため、母親と共に最後まで生き残っている。革命後は母親と共に復興活動に尽力していた。
ヌゲ
バーコードはげが特徴の革命軍の戦士。自信過剰な性格であり、エスデスを倒して手柄を立てようと独断で部下を引き連れて出陣したが、返り討ちにされる。
使用する帝具は「アッキヌフォート」。
ネア
1.5巻収録の番外編に登場。帝国南部のエンの村出身の盲目の少女。
2年前に強盗に押し入ったトントに母を殺された挙句自身も重傷を負わされ、視力を喪失する。帝都へ出稼ぎに出た父を訪ねて帝都へ向かう途中、暴漢に襲われかけていたところをタツミとシェーレに救われる。ナイトレイドの協力を得て父と再会するも、偶然自身を目撃したトントに命を狙われそうになるが、彼と彼が雇ったゴロツキがナイトレイドに始末されたことで事なきを得る。
本編にも最終話で父親と共に登場している。
トント
1.5巻収録の番外編に登場。帝都で道具屋を営む男。
過去に各地で強盗殺人を繰り返しており、ネアの母を殺してネアの視力を奪った張本人でもある。現在は過去の行いを悔やんで改心し、強盗で貯めた資金を元手に道具屋を開業して真面目に働いていたが、自身を追い続けてきた遺族の依頼によりナイトレイドの標的となる。帝都へ訪れたネアの姿を偶然目撃し、口封じのために金で雇ったゴロツキたちに彼女を父親諸共抹殺しようと目論むもレオーネにゴロツキたちを始末され、自身もシェーレに両目を潰されたうえで両断され、死亡した。
ゲンセイ
1.5巻収録の番外編に登場。元帝国軍武術師範で、インクルシオの前任者であった老人。
全盛期のころは「帝国最強」と謳われるほどの実力者であり、ブラートからも慕われていたが、退役後の空虚な生活に苛まれ続ける中殺人を続けることに生きがいを見出したことで性格が豹変し、自身と同じ境遇を持った3人の老人たちと共に「眉雪会」を結成し、無差別に殺人を犯す剣鬼と化した。
退役した現在でもインクルシオを纏うブラートと生身で渡り合えるほどの実力を持ち、彼と互角以上の激戦を繰り広げたが、持久戦の末に老体が仇となって討たれる。
なお、他の眉雪会のメンバー3人はそれぞれタツミとレオーネ、マインとシェーレ、アカメに倒されている。
ピュア
1.5巻収録の番外編に登場。帝都で人気のヒーロー漫画「オーダーマン」の作者である漫画家の男。
迷った時は脳内のオーダーマンの声に従って行動する癖を持つ。ラバックの貸本屋の常連客でもある。女性行方不明事件を引き起こしていた異民族の男が女性を襲っている現場を偶然目撃し、オーダーマンの声に従って戦いを挑むも、結果的に女性の救出には成功したものの致命傷を負わされ、最後の力を振り絞って描いた異民族の男の人相書きを駆け付けたラバックに託して力尽きる。が、辛うじて存命しており、犠牲者の遺族に全財産を寄付した。
ピュアを襲撃した異民族の男は、帝都の壊滅を目論んで誘拐した女性を古代危険種バルルキング復活の生け贄に捧げていたが、ピュアの人相書きで居場所を突き止めたナイトレイドの襲撃により仲間諸共全滅させられ、バルルキングの卵もブラートに破壊された。
サバティーニ
『零』に登場。旅芸人を装いながら、打倒帝国のために活動している反乱分子「サバティーニ一座」の座長。
スパイとして潜り込んだアカメとツクシをそうとも知らずに新人として招き入れ、襲撃してきた山賊を共に撃退したことをきっかけに正体を明かしてスカウトしようとしたが、スパイとしての正体を現した彼女たちの襲撃を受け、自身もナハシュに殺された。
アムーリャ、ナタリア、ダンカン、コウガ
『零』に登場。「サバティーニ一座」の座員。スパイとしての正体を現したアカメとツクシに殺される。
スザク
『零』に登場。ハクバ山に駐在していた革命軍の将校。元山賊であったが、革命軍との出会いをきっかけとして改心し、革命軍の戦士となった。決戦時にムディの制止を振り切って出撃するが、アカメに暗殺される。
カナ・テツ
『零』に登場。ハクバの街に住む貝売りの兄妹。アカメと親しくなるが、ハクバ山の革命軍を支援していた罪により他の住民諸共処刑され、彼女の心に深い傷を残すこととなった。

## 用語

### 帝具
1000年前、帝国を築いた始皇帝の命により造られた48の超兵器。体力、精神力を著しく消耗するがその性能は強大で、帝具の所有者同士が戦えば必ずどちらかが死ぬと言われている。始皇帝の「ずっとこの国を守っていきたい」という願いのもとに開発されたが、開発から500年後の内乱により半数近くが行方不明となっている。使用者が帝具へ抱いた第一印象が相性に左右するらしい。
一斬必殺（いちざんひっさつ） / 村雨（むらさめ）
日本刀型の帝具。東方未開の島国・神和（じんわ）の技術をルーツとしている。斬った場所から呪毒を流し込み、毒が心臓に達すると相手は即座に死亡する文字通り一撃必殺の妖刀。斬りつけさえすればほぼ確実に相手を葬ることができるが、鎧を身に纏った相手や刃が通らない相手にはただの刀と化してしまう。
作中での主な使用者はアカメ。元々はゴズキが所持していたが、彼がアカメに討たれた際に彼女の手に渡った。いわく掠り傷でも致命傷になってしまうため、手入れには大変気を遣うらしい。最終決戦の際、エスデスによって破壊された。
奥の手は全身の激痛という後遺症と引き換えに身体能力を底上げする「役小角（えんのおづの）」。発動すると全身に赤い紋様が浮かびあがり、身体能力が強化される。ただしこれを使用するためには村雨自身に所有者として認められる必要があり、アカメは最終決戦の際、竜に精神を蝕まれていたタツミを切ったことで使用可能となった。発動すると全身に紋様が浮かび上がり、これはたとえ村雨が破壊されても消えることはない。
アニメ版では、「一定量の人間を斬って業をためた後、使用者自身を斬り、大量に溢れ出る瘴気を体内に取り込むことで身体能力を劇的に強化する」であり、アカメがクロメを斬った際にその一定量に達して発動条件が整った。
百獣王化（ひゃくじゅうおうか） / ライオネル
獅子を模したベルト型の帝具。とある獣型の危険種を素材にしており、装着したものを半獣化させて身体能力および五感を飛躍的に強化する。
作中での使用者はレオーネ。装着したものが適合者でない場合はただのベルトでしかないということもあり、闇市に安値で売られていたところをレオーネがたまたま見つけ購入した。最終決戦の際、オネストによって破壊された。
奥の手は回復力を爆発的に向上させる「獅子は死なず（リジェネレーター）」。瀕死の重傷からも瞬時に立ち直ることが可能であり、さらにラバックのクローステールと組み合わせることで切断された四肢を元通りに接続することもできる。
浪漫砲台（ろまんほうだい） / パンプキン
銃型の帝具。使用者の精神エネルギーを弾丸として打ち出し、使用者がピンチになればなるほど威力・射程が増すという性質を持つ。バレルはアタッチメント式で、状況に応じて短銃型や長距離狙撃型など切り替えることが可能。また狙撃用の遠視スコープも付属している。
作中での主な使用者はマイン。元々はナジェンダが所持していたが、後にマインへ譲渡された。
奥の手は不明。処刑場での戦いにおいて、マインが意図的に作り出した絶体絶命の窮地によって未だかつて無いほどの出力を引き出すことに成功するが、最終的にはその出力に帝具自身が耐えきれず自壊した。
悪鬼纏身（あっきてんしん） / インクルシオ
鎧型の帝具。凶暴な超級危険種タイラントを素材として作られ、並の人間が装着すれば死に至るほど甚大な負担がかかると言われている。その代わり性能は絶大かつ汎用性に優れ、高い防御力は当然ながら灼熱の大地から極寒の環境にも対応可能。素材となった竜の強靭な生命力により、装着者に合わせて進化するが、その度に装着者の肉体を侵食していく。副武装として「ノインテーター」と呼ばれる槍が存在する。鎧の帝具であるグランシャリオのプロトタイプ。
装着の際には、普通の剣としても使用可能な剣型の鍵に魂を込めて名前を叫ぶことで装着者の元へ召喚される。
ブラートが使用していたが、死の間際にタツミに譲渡され、以後タツミが使用する。ブラートから譲渡された際にタツミが動きやすい形へと進化（一張羅のようなものからマントへ）。
エスデスとの戦闘の際にはタツミの強い思いに呼応するかのように進化。外見が竜人のようになり、エスデスと互角に渡り合い、ブドーに一太刀を入れるほどの力と、凍りついた時空に一瞬ではあるが適応したり、ブドーの帝具「アドラメレク」の雷に耐え切ったり、強力な毒すら無害にするほどの適応力を得て、作中でも一二を争うほどの力を得た反面、タツミの願いによって無理矢理限界まで性能を引き上げられているため、タツミの体を急激に侵食し、次第に竜の体へと変化させており、シコウテイザー撃破後にタツミを完全に竜の体へと変貌させたが、アカメがインクルシオの命を斬ったことにより、辛うじてタツミは存命した。
アニメ版では皇帝との戦闘の際には鎧の色が銀から黄金へと変化し、背中から龍の翼が生えて飛行が可能になる。
奥の手は一定時間の透明化。装着者の力量によって時間が左右され、透明化時間が切れると再装着の必要があり、また透明化していても気配まで消すことはできない。
千変万化（せんぺんばんか） / クローステール
東海の雲に棲むと言われた東洋の龍型の超級危険種の体毛から作られた糸と、その糸を巻き取る機構が装着された手甲の帝具。糸を使って相手を拘束・切断するほか、糸を束ねたり体に巻き付けて防御に利用したり、周囲に張り巡らせることで侵入者を察知するセンサーとして機能したりと多彩な使用法を有している。また、素材となった危険種の急所を保護する剛毛から作られた、通常の糸を凌駕する強度、鋭さを誇る「界断糸」を切り札として備えている。
作中での使用者はラバック。ワイルドハントのシュラの策略にはまり、ラバックが帝国軍に捕まったあとは本体が行方不明になっている。奥の手は不明。
万物両断（ばんぶつりょうだん） / エクスタス
大型の鋏の形をした帝具。その名の通りあらゆる物を両断できる。非常に高い硬度を持ち、防御力にも優れている。
作中での主な使用者はシェーレ。後にセリューとの戦いでシェーレが死に、帝国側に回収されてDr.スタイリッシュの部下の手に渡る。しかし再びナイトレイドに奪い返され、最後は革命軍の女戦士の元へ渡った。
奥の手は帝具本体が強烈に発光する「鋏（エクスタス）」。
変身自在（へんしんじざい） / ガイアファンデーション
化粧箱の形をした帝具。使用者をあらゆる姿に変身させることが可能で、まったく体格が違う相手はもちろん、猫などにも化けることができる。
作中での使用者はチェルシー。戦いの末にクロメの骸人形ドーヤによって破壊された。奥の手は不明。
電光石火（でんこうせっか） / スサノオ
人間の男性の姿をした人型帝具。帝具ではあるが明確な自我を持っている。要人警護を目的としているため、戦闘のほか家事全般が得意。
作中での使用者はナジェンダ。帝国軍から回収した帝具を本部に持ち帰った際、ナイトレイドの新たな戦力として連れ帰ってきた。
奥の手は使用者の生命力を吸ってステータスを向上させる「禍魂顕現（まがたまけんげん）」。3度の使用で使用者は確実に死亡すると言われている。禍魂顕現使用時には三種の神器の名を関した武具や技を使用可能となり、超絶的な攻撃力を誇る「天叢雲剣」、遠距離攻撃を反射することができる「八咫の鏡」、高速移動を可能とする「八尺瓊勾玉」。
（名称不明・占いの帝具）
革命軍が保有している帝具のひとつ。方角によって吉と凶を占う帝具で、的中率は高い模様。
五視万能（ごしばんのう） / スペクテッド
額に装着して使用する眼球型の帝具。相手の表情から思考を読み取る“洞視”、遠く離れた場所まで見渡す“遠視”、衣服の上から装備などを見通す“透視”、筋肉の動きなどから次の動きを見通す“未来視”、相手に幻覚を見せる“幻視”の「五視」を操る力を持つ。直接的な戦闘機能こそ無いものの、使用者には莫大な情報アドバンテージをもたらす。
作中での主な使用者はザンク。元はザンクが勤めていた監獄の所長が保有していたが、ザンクが奪い取り所有者となった。後にナイトレイドが回収しタツミが装着してみるも、相性が合わなかったため適合する革命軍の戦士の手に渡った。
魔獣変化（まじゅうへんげ） / ヘカトンケイル
小さな犬のぬいぐるみのような姿をした生物型帝具。適合者の掛け声によって巨大な猛獣のような姿に変身する。回復力に優れ、体のどこかにある核が破壊されない限りはどれだけ破壊されても再生が可能。
作中ではセリュー・ユビキタスが使用。普段はペットのコロとしてセリューに寄り添っているが、戦闘の際は巨大化し息の合ったコンビネーションを見せる。ナイトレイドとの戦いの末にマインによって核を破壊され、セリューの自爆に巻き込まれて消滅した。
奥の手は内部エネルギーを使用してさらに戦闘能力を上昇させる「狂化」。セリューの掛け声によって発動し、一時的にあらゆるステータスが向上するほか、強烈な咆哮などが使えるようになる。強力ではあるが、使用後はオーバーヒートで数か月間は行動不能に陥ってしまう。
二挺大斧（にちょうたいふ） / ベルヴァーク
両刃の斧型の帝具。とてつもなく重く、使用するには人並み外れた膂力が必要。投擲すると勢いの続く限り敵を追跡し打ち倒す。通常は両刃の大斧だが、中心から2挺の片刃斧に分離させることもできる。
作中での主な使用者はダイダラ。後にナイトレイドによって回収され、革命軍の女戦士（アニメ版では男戦士）の手に渡った。
奥の手は不明。
軍楽夢想（ぐんがくむそう） / スクリーム
縦笛型の帝具。音色を聴いた者の精神に干渉する力を持ち、大勢の人々を眠らせたり味方の能力を向上させたりと操れる感情は数十種類に及ぶ。ただし音色は繰り返し聴くことで耐性ができる。
作中での主な使用者はニャウ。後にナイトレイドに回収され、最終決戦で革命軍の戦士が装備している。
奥の手は自身の体を強化する「鬼人招来（きじんしょうらい）」。
水龍憑依（すいりゅうひょうい） / ブラックマリン
指輪型の帝具。水棲の危険種が水を操作するための器官を素材としており、装着者は触れたことのある液体なら自在に操れる力を得る。水のある場では絶大な力を誇る反面、水を生み出しているわけではないので水が無い場所では弱い。
作中での主な使用者はリヴァ。後にナイトレイドによって回収され、革命軍の戦士が装備している。
奥の手は自身の血を操って攻撃する「血刀殺（けっとうさつ）」。傷口から奇襲するため確実に意表を突けるが、その代わり失血死のリスクを伴う。
死者行軍（ししゃこうぐん） / 八房（やつふさ）
日本刀型の帝具。斬り殺した相手を最大8体まで骸人形にして操ることができる。骸人形は生前と変わらない能力を持ち、この帝具1つで実質9人分の戦力を賄える凶悪な代物。ただし八房の発動中は使い手本人の力が分散してしまうほか、骸人形には学習・成長という概念が無いため長期戦に向いていないこと(相手が慣れてしまう)、骸人形を用意するためには八房で直接切り殺す必要があるため、強力な骸人形を用意するには手間がかかるなどの弱点もある。
作中での使用者はクロメ。物語終盤におけるアカメとクロメの決戦の末、クロメを解放しようとしたウェイブによって破壊された。
『零』にてクロメが入手する経緯が明らかとなっており、元々は強化組用に支給されていたが、使いこなせる者が誰もいなかったため、同盟との戦いで武器を失ったクロメにゴズキから与えられた。
アニメ版では、太刀先から禍々しい光を放ち、即席の骸人形を生成する技を披露している。
神ノ御手（かみのみて） / パーフェクター
手甲型の帝具。装備した者の手先の精密動作性を数百倍に引き上げる。直接的な戦闘能力は無いが、高性能の武器の開発などが可能。
作中での主な使用者はDr.スタイリッシュ。後にナイトレイドによって回収され、革命軍に所属する医師が装備していることが描写されている。
煉獄招致（れんごくしょうち） / ルビカンテ
火炎放射器型の帝具。高火力の炎を放射し、その炎は一度引火すると水を被っても消えることはない。
作中での使用者はボルス。ナイトレイドとの戦いの中でレオーネに銃身を壊されて使用不可能となり、ボルスの奥の手(ハッタリ)として自爆させられ破壊された。
奥の手は球状に固めた炎を長距離まで飛ばす「岩漿錬成（マグマドライブ）」。
万里飛翔（ばんりひしょう） / マスティマ
翼の形状をした帝具。空を自在に飛び回れるほか、羽を射出して攻撃することもできる。放った羽の威力や精度は相手との距離によって変わるが、至近距離でまとめて放てば危険種をも一撃で仕留めることが可能。作中での主な作中での主な使用者はラン。後に同じイェーガーズのウェイブの手に渡っている。
奥の手は光の翼を形成する「神の羽根（かみのはね）」。チャンプが投げつけたダイリーガーを打ち返すほどの強度を誇る。
修羅化身（しゅらけしん） / グランシャリオ
鎧型の帝具。インクルシオをプロトタイプとして開発された帝具であり、タイラントとは別の超級危険種と鉱石を素材としているため、インクルシオよりも安定した力を発揮する。インクルシオと外見は似ているが、外装は黒く、透明化する機能も無い。しかし背中にはジェットのような物があり、ウェイブはそれを利用して「グランフォール」という蹴り技を使用するほか、アカメとクロメの決戦の際には、マスティマを組み合わせた強化版「グランフォール・フリューゲル」を披露した。またインクルシオ同様副武装を扱うことができる（名称不詳）。
装着の際には、大剣型の鍵に名前を叫ぶことで装着者の元へ召喚される。
魔神顕現（まじんけんげん） / デモンズエキス
飲むと氷を操る能力を得られるという血液の帝具。北方に棲息していたという超級危険種の生き血がそのまま帝具になっている。一滴でも口にすればたちまち強烈な破壊衝動に襲われ、常人であればこの時点で精神が崩壊する。しかし見事適合することができれば、無から氷を生み出すという強大な力を手にすることができる。適合できた場合、体にはそれを示す文様が浮かび上がる。
作中での使用者はエスデス。本来デモンズエキスは「グラス一杯」で十分だったが、力を欲するエスデスは壺に満たされたデモンズエキスを全て飲み干し、襲い来る破壊衝動も「自分が服従させる側である」という強い意志で捩じ伏せ適合者となった。
能力は文字通り「氷を生み出す」こと。触れたものを一瞬で凍結させるほか、巨大な氷塊や氷柱の生成、無数の氷弾での攻撃など汎用性に優れている。それ故か最初は奥の手が存在していなかったが、後にエスデス自身が自力で編み出した。
奥の手は時空を凍結させる「摩訶鉢特摩（マカハドマ）」。どんな戦況をも一瞬で覆すことができる反則技だが、止められる時間は短く、使用もエスデスをして1日1回が限界。後に国土レベルに及ぶ広範囲に局地的な大吹雪を発生させる対軍用の「氷嵐大将軍（ひょうらんだいしょうぐん）」も編み出しており、作中で唯一2つ以上の奥の手を有する帝具となっている。
次元方陣（じげんほうじん） / シャンバラ
円盤のような形をした帝具。一定範囲の人間をあらかじめマークした地点へ転送するという、帝具の中でも破格の性能を有している。ただし一度に転送できるのは数人が限界であり、さらに大量のエネルギーを消耗するため連発できないなど制限も多い。
奥の手は「相手をランダムで世界のどこかに送り飛ばす」というもので、アニメ版ではラバックを様々な浮遊物が漂う異世界（本人曰く「世界の果て」）に飛ばした。
作中では主にシュラが使用。後にラバックに奪われるも、イゾウによってラバックごと両断され破壊された。
（名称不明・危険種を操る帝具）
帝都の上空を帝具で操った危険種で守護している。また、革命軍側も杖のような形の同種の帝具を有している。
奇奇怪怪（ききかいかい） / アダユス
鎌の帝具。内乱で行方不明後に地方で出土した。使用者であったホリマカがアカメに瞬殺されたため、能力は不明。その後は革命軍に回収されていた模様で、最終決戦で革命軍の女戦士が装備している。
月光麗舞（げっこうれいぶ） / シャムシール
曲刀の形をした帝具。真空の刃を飛ばして遠くの敵を攻撃できるというシンプルな帝具。
奥の手は月齢による性能の変化で、満月の時が最高のポテンシャルを発揮するらしい。
作中ではエンシンが所持していたが、後にナイトレイドに回収され革命軍の戦士の手に渡っている。
大地鳴動（だいちめいどう） / ヘヴィプレッシャー
マイク型の帝具。この帝具を介して発せられた声は岩をも砕く強力な超音波と化す。
奥の手は全周囲に特殊音波を飛ばし敵を行動不能にする「ナスティボイス」。カロリー消費が激しいため連発ができないほか、範囲内に仲間がいると巻き込んでしまうという弱点がある。
作中ではコスミナが所持していたが、後にナイトレイドに回収され革命軍の戦士の手に渡っている。
快投乱麻（かいとうらんま） / ダイリーガー
それぞれが異なる属性を持った６つのボール型帝具。相手に投げつけることで様々な効果を発揮するが、投擲するまでの隙が大きいのが弱点。
- 焔の球（火炎属性）当たった対象を燃やし尽くす。
- 雷の球（雷撃属性）雷撃付与で相手にスタン効果を与える。作中では未使用。
- 氷の球（氷雪属性）当たった相手を凍らせる。作中では未使用。
- 嵐の球（疾風属性）最速の球。投げつけると巨大な竜巻を発生させる。
- 腐の球（腐食属性）腐食の球。当たった場所が腐る。作中では未使用。
- 爆の球（爆裂属性）当たると爆発する。

作中ではチャンプが所持していたが、後にナイトレイドに回収され革命軍の戦士の手に渡った。
血液徴収（けつえきちょうしゅう） / アブゾデック
吸血鬼の牙のような形をした帝具。口の中に装着し、噛みつくことで相手の血を吸い取る。作中ではワイルドハントのドロテアが所持していた。
血を吸い尽うことで体力の回復や一時的なステータスアップもできるようで、ドロテアはこれに自身の錬金術を組み合わせて若々しい肉体を保っていたらしい。奥の手は不明。
超力噴出（ちょうりょくふんしゅつ） / バルザック
仮面型の帝具。帝国将軍時代のナジェンダの副官が持っていた。最終決戦で革命軍の戦士が装備している。
装着者の潜在能力を100%発揮できるようになるが、持っている能力以上の力は得ることはできない。
雷神憤怒（らいじんふんぬ） / アドラメレク
籠手型の帝具。籠手に仕込まれた鉄芯（電磁誘導などで使われる）を利用して雷撃を操ることができる。威力が高く、雷撃を円状にして攻撃を防ぐなど攻防に優れている。しかし籠手の中に電気エネルギーを帯電させておく必要があり、撃ち尽くしてしまうと雷が使用不能となりただの籠手になってしまう。空から雷を落としたり、空を飛んだりすることもできる。
奥の手は全電力を集中させ、強力な荷電粒子砲として放つ「ソリッドシューター」。アニメ版では巨大な雷球として使用された。
護国機神（ごこくきしん）（アニメ版では『帝都守護（ていとしゅご）』） / シコウテイザー
皇帝の一族のみが起動できる巨大な人型帝具。広範囲を一瞬で吹き飛ばす破壊光線「皇帝ビーム」や大量のミサイルなど様々な兵器を搭載しているほか、近距離戦においても絶大な性能を誇る。作中では最終決戦にて登場。オネスト大臣に唆された皇帝によって呼び起こされ、帝国最後の砦として革命軍の前に立ちはだかった。
奥の手はドロテアの錬金術によって編み出された「粛清モード」。オネストの掛け声（もしくはオネストの死）によって発動し、シコウテイザーの装甲が剥がれ落ちて体の各部に眼球を備えた生物的で禍々しい外観に変貌する。胸部から絶大な破壊力を秘めた黒い光球を発射するなど戦闘能力が格段に上昇するが、操縦者である皇帝はシコウテイザーに精神を侵食され、敵と認識した対象を根絶やしにするまで無差別に破壊の限りを尽くすようになる。
最終的にタツミとウェイブの同時攻撃で脆くなっていた箇所（アニメ版では、巨大さ故にとんでもない負荷がかかる箇所）を進化したインクルシオをまとうタツミによって貫かれ破壊された。
絶対制限（ぜったいせいげん） / イレイストーン
帝具を破壊する力を持った宝石型のアンチ帝具。問答無用で帝具を破壊するという強力な性能を持つ反面、一度使用すると本体が砕けてしまうため連続使用は不可能。再使用には1週間ほどの時間を要する。作中ではオネスト大臣の奥の手として額飾りの中に仕込まれており、襲撃してきたレオーネのライオネルを破壊した。
アニメ版では眼球を備えた指輪のような形状をしており、そこから発せられる紫電を浴びた帝具を破壊し無力化する。最終話でレオーネに使って彼女のライオネルの力（驚異的な自己再生能力）を奪った。ただし、使用回数に制限があるのか発動と同時にこの帝具もライオネルを道連れに破損している。
アッキヌフォート
弓矢の帝具。目標の名を叫びながら射ると目標が射程内にいる限り永久的に追尾し討ち抜く。
作中での使用者は革命軍のヌゲ。
（名称不明・罠の帝具）
宮廷警護専門の帝具使いが使用していたリモコンのような形状の帝具。スイッチを押すと宮廷内に仕掛けられた罠が発動し標的を襲う。
世界全書（せかいぜんしょ） / ロンゴロンゴ
分厚い書物の形をした帝具。中には世界各国の地図のほか、帝国領内における各地の産物や地質に関する詳細なデータ、さらには後年に起きるであろう大規模災害についてまで記されているという。作中ではオネスト大臣の補佐であり暗殺部隊を設立したサイキュウが所持していたが、後にナイトレイドのアカメの手に渡った。

### 十王の裁き
Dr.スタイリッシュがパーフェクターを利用して開発した地獄の十王の名を冠した武器。
10番以外の装備は普段はコロに格納させており、必要に応じてコロが腕に噛みついてセリューに装着する。
なお、セリューは全ての武器に「正義」を付けて呼んでいる（正義秦広球、正義閻魔槍、など）。
1. 秦広球（しんこうきゅう） / 鉄球
2. 初江飛翔体（しょこうひしょうたい） / 小型ミサイル
3. 宋帝刀（そうていとう） / 刀
4. 五官鞭（ごかんべん） / ウインチ
5. 閻魔槍（えんまそう） / ドリル
6. 変成弾道弾（へんせいだんどうだん） / 大型ミサイル
7. 泰山砲（たいざんほう） / 大砲
8. 平等魚雷（びょうどうぎょらい） / 水陸両用魚雷
9. 都市探知機（としたんちき） / 探知機
10. 五道転輪炉（ごどうてんりんろ） / 自爆用爆弾

### 臣具
始皇帝の時代から約400年後、当時の皇帝が帝具を創ろうとした結果生み出された失敗作。通常武器に比べ機能こそ高いが、癖や副作用があるなど性能は帝具よりも劣化している。そのため使われることなく封印されていたが、ゴズキがアカメたち暗殺部隊に与えるべく封印を解いた。
桐一文字
日本刀型の臣具。切った傷口が治癒不能になる。
暗殺部隊時代のアカメが使用していたが、ゴズキとの決戦の際に破壊された。
水竜の剣（すいりゅうのけん）
剣の臣具。能力を発動させると3分間のみ強くなれるが、使用後は急激な疲労に襲われる。また、能力を発動させる際に一瞬激痛が走り決定的な隙が出来てしまうため、強敵との戦いでは発動の隙を見極める必要もある。
作中での使用者はナハシュ。
プロメテウス
銃の臣具。弾を曲射するなど様々な撃ち方が可能だが、連続使用すると精度が落ちる。
作中での使用者はツクシ。
粉砕王（ふんさいおう）
怪力をもたらす手甲の臣具。ただし使い方を誤ると、装着者もダメージを受ける。相手を直接殴りつけるほかにも、怪力で物を投げ飛ばしたり、拳圧で相手を吹き飛ばすといった使用法も可能。
作中での使用者はコルネリア。タエコとの戦いの際に破壊された。
サイドワインダー
持ち主の意の思うままに動く鞭の臣具。クセの強い武器で、操作性に問題あり。武器としての用途のほかにも、体に巻きつけて防御力の増強をすることも出来る。
作中での使用者はグリーン。
レイアースーツ
土を操作できる鎧の臣具。無から土を生成することは出来ず、また装着者の負担も絶大。地中に潜れるほか、局地的な地震を発生させたり、土から壁や身代わり人形、全身を包む外殻を生成することも可能。
作中での使用者はガイ。
ヨクトボトムズ
加速と脚力増強をはかる布の臣具。増加値が高くないため使用者の基底能力がものを言う。
作中での使用者はポニィ。
トリシュラ
伸縮自在の薙刀の臣具。足場として使用することも可能。
作中での使用者はナタラ。

### 危険種
帝国全域に生息する獰猛で凶暴な生物の総称。その危険性から駆除の対象とされているが、時には食料や生活の糧にもなっている。
危険度によって「四級」「三級」「二級」「一級」「特級」「超級」に分類され、上に行くほど強さが増す。中でも「超級」は伝説の存在とされており、討伐の際には帝具使いの力が必要となるほか、帝具の素材にもなっている。

### 新型危険種
帝都周辺に突如出現した、人間に近しい容姿を持つ新種の危険種。非常に獰猛ながらも知性を持ち、群れを成して獲物を襲う。その正体は、Dr.スタイリッシュの手によって危険種化した元人間であり、帝都から遥か南に存在する彼の秘密の研究所に封印されていたが、シュラの手によって解放され暴れ回っていた。中には危険種化したDr.スタイリッシュに酷似した超巨大な個体も存在する。個体数に限りがあったため、最終的にナイトレイドとイェーガーズによって殲滅された。

## 書誌情報
- タカヒロ（原作）、田代哲也（作画）『アカメが斬る!』スクウェア・エニックス〈ガンガンコミックスJOKER〉、全15巻
  1. 2010年8月21日発売、ISBN 978-4-7575-2980-9
  2. 2011年1月22日発売、ISBN 978-4-7575-3129-1
  3. 2011年5月21日発売、ISBN 978-4-7575-3238-0
  4. 2012年1月21日発売、ISBN 978-4-7575-3482-7
  5. 2012年4月21日発売、ISBN 978-4-7575-3570-1
  6. 2012年9月22日発売、ISBN 978-4-7575-3736-1
  7. 2013年2月22日発売、ISBN 978-4-7575-3881-8
  8. 2013年7月22日発売、ISBN 978-4-7575-4011-8
  9. 2014年1月22日発売、ISBN 978-4-7575-4206-8
  10. 2014年6月21日発売、ISBN 978-4-7575-4338-6
  11. 2014年12月22日発売、ISBN 978-4-7575-4505-2
  12. 2015年7月22日発売、ISBN 978-4-7575-4693-6
  13. 2016年1月21日発売、ISBN 978-4-7575-4863-3
  14. 2016年8月22日発売、ISBN 978-4-7575-5080-3
  15. 2017年2月22日発売、ISBN 978-4-7575-5249-4
- タカヒロ（原作）、田代哲也（作画）『アカメが斬る! 1.5』スクウェア・エニックス〈ガンガンコミックスJOKER〉
  - 2017年12月25日発売、ISBN 978-4-7575-5566-2
- タカヒロ（原作）、戸流ケイ（作画）『アカメが斬る! 零』スクウェア・エニックス〈ビッグガンガンコミックス〉、全10巻
  1. 2014年6月21日発売、ISBN 978-4-7575-4339-3
  2. 2014年12月22日発売、ISBN 978-4-7575-4506-9
  3. 2015年7月22日発売、ISBN 978-4-7575-4694-3
  4. 2016年1月21日発売、ISBN 978-4-7575-4864-0
  5. 2016年8月22日発売、ISBN 978-4-7575-5081-0
  6. 2017年2月22日発売、ISBN 978-4-7575-5250-0
  7. 2017年8月25日発売、ISBN 978-4-7575-5457-3
  8. 2017年12月25日発売、ISBN 978-4-7575-5564-8
  9. 2018年8月25日発売、ISBN 978-4-7575-5827-4
  10. 2019年4月25日発売、ISBN 978-4-7575-6104-5
- タカヒロ（原作）、田代哲也（作画）『アカメが斬る! メモリアルファンブック』
  - 2017年2月22日発売、ISBN 978-4-7575-5262-3

## テレビアニメ
2014年7月より12月まで放送された。ナレーションは後藤哲夫が担当。
アニメ第19話「因縁を斬る」からは原作エピソードを流用したアニメオリジナル展開となり、原作とは異なるストーリーとなる。

### スタッフ
- 原作 - タカヒロ・田代哲也（「月刊ガンガンJOKER」スクウェア・エニックス刊）[11]
- 監督 - 小林智樹[11]
- シリーズ構成 - 上江洲誠[11]
- シナリオ監修 - タカヒロ[11]
- キャラクターデザイン・総作画監督 - 中村和久[11]
- 帝具・プロップデザイン - 森木靖泰、鈴木典孝、岩畑剛一
- 美術監督 - 高峯義人（美峰）
- 色彩設計 - 佐藤美由紀
- 3Dディレクター・モデリング - 相馬洋
- 撮影監督 - 中村圭介
- 編集 - 後藤正浩
- 音響監督 - 郷田ほづみ
- 音楽 - 岩崎琢[11]
- 音楽制作 - 東宝
- 音楽プロデュース - 三上政高
- チーフプロデューサー - 藤田雅規
- プロデューサー - 吉澤隆、山中一孝、三宅将典、麻生一宏、篠原廣人、馬場楊子、岩佐岳
- アニメーションプロデューサー - 吉川綱樹
- アニメーション制作 - WHITE FOX[11]
- 製作 - 「アカメが斬る！」製作委員会[11]

### 主題歌
オープニングテーマ
「Skyreach」（第1話 - 第14話）
作詞 - 古屋真 / 作曲 - 伊藤翼 / 編曲 - 古川貴浩 / 歌 - 雨宮天
「Liar Mask」（第15話 - 第24話）
作詞・作曲 - Tomo.×大塚剛毅 / 編曲 - Tomo.×大塚剛毅、秋月須清 / 歌 - 真山りか

エンディングテーマ
「こんな世界、知りたくなかった。」（第1話 - 第14話）
作詞・作曲・歌 - 沢井美空 / 編曲 - TATOO
「月灯り」（第15話 - 第24話）
作詞・作曲 - 沢井美空 / 編曲 - TATOO / 歌 - 雨宮天

### 各話リスト
| 話数   | サブタイトル                 | 脚本       | 絵コンテ       | 演出                | 作画監督                                                                                                |
| ------ | ---------------------------- | ---------- | -------------- | ------------------- | --- |
| 第1話  | 闇を斬る                     | 上江洲誠   | 小林智樹       | 小林智樹            | 中村和久                                                                                                |
| 第2話  | 権力を斬る                   | 上江洲誠   | オザワカズヒロ | オザワカズヒロ      | 鯉川慎平                                                                                                |
| 第3話  | 蟠を斬る                     | 上江洲誠   | 岡本学         | 川越崇弘            | 山本正嗣、小谷杏子 渡部由紀子、瀬尾康博                                                                 |
| 第4話  | 帝具使いを斬る               | 上江洲誠   | 島津裕行       | 土屋浩幸            | 池上太郎                                                                                                |
| 第5話  | 夢物語を斬る                 | 上江洲誠   | オザワカズヒロ | 平向智子            | 山本善哉                                                                                                |
| 第6話  | 絶対正義を斬る               | 待田堂子   | 岡本学         | 岡本学              | 又賀大介                                                                                                |
| 第7話  | 三匹を斬る -前編-            | 上江洲誠   | 黒崎武         | 柴田彰久            | 寒川歩、青木一紀                                                                                        |
| 第8話  | 三匹を斬る -後編-            | 上江洲誠   | 島津裕行       | 関谷真実子 江口大輔 | 木宮亮介、武藤信宏 吉田伊久雄、池上太郎                                                                 |
| 第9話  | 戦闘狂を斬る                 | 待田堂子   | にいどめとしや | 佐々木純人          | 竹田直樹、相澤秀亮、武本大介                                                                            |
| 第10話 | 誘惑を斬る                   | 中村浩二郎 | 岡本学         | 三上喜子            | 山本善哉、臼田美夫                                                                                      |
| 第11話 | マッドサイエンティストを斬る | 中村浩二郎 | 平向智子       | 碇谷敦              | 田中一真、豆塚あす香、碇谷敦                                                                            |
| 第12話 | 新入りを斬る                 | 中村浩二郎 | オザワカズヒロ | 土屋浩幸            | 池上太郎、相澤秀亮                                                                                      |
| 第13話 | 邪魔者を斬る                 | 待田堂子   | 園田雅裕       | 園田雅裕            | 佐々木睦美、竹田直樹、井元一彰                                                                          |
| 第14話 | 巨大危険種を斬る             | 上江洲誠   | 島津裕行       | 岩月甚              | 中田正彦                                                                                                |
| 第15話 | 教団を斬る                   | 待田堂子   | にいどめとしや | 佐々木純人          | 池田有、相澤秀亮 中田正彦、寒川歩                                                                       |
| 第16話 | 人形を斬る                   | 中村浩二郎 | 村川健一郎     | 土屋浩幸            | 武藤信宏、木宮亮介、又賀大介                                                                            |
| 第17話 | 呪縛を斬る                   | 待田堂子   | 岡本学         | 岡本学              | 相澤秀亮、竹田直樹、武本大介 宮田瑠美、中村和久                                                         |
| 第18話 | 鬼を斬る                     | 上江洲誠   | 島津裕行       | 古賀一臣            | 豆塚あす香、木宮亮介、池田有 武藤信宏、中村和久                                                         |
| 第19話 | 因縁を斬る                   | 上江洲誠   | 中山敦史       | 松村政輝            | 池上太郎、田中一真 寒川歩、福田裕樹                                                                     |
| 第20話 | 修羅を斬る                   | 中村浩二郎 | 岡本学         | 江口大輔            | 中田正彦、池田有、木宮亮介 武藤信宏、榊原智次、武本大介 又賀大介、中村和久                              |
| 第21話 | 絶望を斬る                   | 待田堂子   | 島津裕行       | 土屋浩幸            | 中田正彦、井元一彰、田中一真 相澤秀亮、中村和久                                                         |
| 第22話 | 妹を斬る                     | 上江洲誠   | 園田雅裕       | 園田雅裕            | 池上太郎、稲吉智重 稲吉朝子、田中一真                                                                   |
| 第23話 | 皇帝を斬る                   | 上江洲誠   | 碇谷敦         | 碇谷敦              | 又賀大介、竹田直樹、豆塚あす香 碇谷敦（メカ）                                                           |
| 第24話 | アカメが斬る！               | 上江洲誠   | 小林智樹       | 小林智樹            | 池上太郎、池田有、木宮亮介 武藤信宏、中田正彦、又賀大介 田中一真、相澤秀亮、井元一彰 榊原智次、福田裕樹 |

### 放送局
| 放送地域   | 放送局   | 放送期間                 | 放送日時                     | 放送系列 | 備考                                |
| ---------- | -------- | ------------------------ | ---------------------------- | -------- | ----------------------------------- |
| 東京都     | TOKYO MX | 2014年7月7日 - 12月15日  | 月曜 0:00 - 0:30（日曜深夜） | 独立局   |                                     |
| 近畿広域圏 | 毎日放送 | 2014年7月8日 - 9月30日   | 火曜 3:05 - 3:35（月曜深夜） | TBS系列  | 第1話 - 第13話                      |
| 近畿広域圏 | 毎日放送 | 2014年10月8日 - 12月16日 | 水曜 3:00 - 3:30（火曜深夜） | TBS系列  | 第14話 - 第24話 『アニメ特区』第2部 |
| 日本全域   | BS11     | 2014年7月14日 - 12月22日 | 月曜 0:30 - 1:00（日曜深夜） | BS放送   | 『ANIME+』枠                        |
| 日本全域   | AT-X     | 2014年7月15日 - 12月23日 | 火曜 23:30 - 水曜 0:00       | CS放送   | リピート放送あり                    |

| 放送地域 | 放送局             | 放送期間        | 放送日時                     | 放送系列   | 備考                    |
| -------- | ------------------ | --------------- | ---------------------------- | ---------- | ----------------------- |
| 日本全域 | ニコニコ生放送     | 2014年7月9日 -  | 水曜 0:00 - 0:30（火曜深夜） | ネット配信 | 9月末放送分の第13話まで |
| 日本全域 | ニコニコ生放送     | 2014年7月9日 -  | 木曜 0:00 - 0:30（水曜深夜） | ネット配信 | 第14話以降 -            |
| 日本全域 | ニコニコチャンネル | 2014年7月9日 -  | 水曜 0:30（火曜深夜） 更新   | ネット配信 | 9月末放送分の第13話まで |
| 日本全域 | ニコニコチャンネル | 2014年7月9日 -  | 木曜 0:30（水曜深夜） 更新   | ネット配信 | 第14話以降 -            |
| 日本全域 | GYAO!              | 2014年7月9日 -  | 水曜 0:00 更新               | ネット配信 |                         |
| 日本全域 | dアニメストア      | 2014年7月9日 -  | 水曜 12:00 更新              | ネット配信 |                         |
| 日本全域 | バンダイチャンネル | 2014年7月11日 - | 金曜 0:00（木曜深夜） 更新   | ネット配信 |                         |
| 日本全域 | バンダイチャンネル | 2014年7月11日 - | 土曜 0:00（金曜深夜） 更新   | ネット配信 | 第14話以降 -            |

### 配信版
『アカ斬る！劇場』は、公式サイトで本編放送後に2週間限定配信されたショートアニメ。本編の内容を反映しながらもコミカルに描かれており、最終2話は本編で死亡したキャラクター達が再登場した。
ディレクションは田村正文、ミニキャラデザインは渡邉亜彩美、脚本は中村浩二郎、アニメーション製作はC-Station。
| 話数       | サブタイトル              | 絵コンテ・演出 | 原画       |
| ---------- | ------------------------- | -------------- | ---------- |
| 第壱斬     | タツミとレオーネ          | 田村正文       | 渡邉亜彩美 |
| 第弐斬     | 1分間クッキング           | 伊藤俊介       | 渡邉亜彩美 |
| 第参斬     | 温泉                      | 伊藤俊介       | 遠藤大輔   |
| 第肆斬     | 通販 その①                | 伊藤俊介       | 渡邉亜彩美 |
| 第伍斬     | メガネ                    | 伊藤俊介       | 佐々木睦美 |
| 第陸斬     | エスデスの楽しい拷問教室  | 田村正文       | 近藤律子   |
| 第柒斬     | 社会見学                  | 伊藤俊介       | 井本美穂   |
| 第捌話     | むかしばなし エス太郎     | 伊藤俊介       | 森元温子   |
| 第玖話     | 面接                      | 伊藤俊介       | 石富結依奈 |
| 第拾斬     | DXインクルシオ            | 伊藤俊介       | 塚堀修平   |
| 第拾壱斬   | ガールズバー              | 田村正文       | 戒谷栞     |
| 第拾弐斬   | 通販 その②                | 田村正文       | 有木恵理   |
| 第拾参斬   | 新しいアジト              | 田村正文       | 山岡奈保子 |
| 第拾肆斬   | まじこい                  | 田村正文       | 森元温子   |
| 第拾伍斬   | セリューの楽しい防犯教室  | 田村正文       | 森元温子   |
| 第拾陸斬   | 母の思い出…!?             | 伊藤俊介       | 渡邉亜彩美 |
| 第拾柒斬   | オバケ屋敷                | 伊藤俊介       | 森元温子   |
| 第拾捌斬   | 電光石火！スサノオさん    | 伊藤俊介       | 渡邉亜彩美 |
| 第拾玖斬   | 羅刹のお漫才              | 伊藤俊介       | 渡邉亜彩美 |
| 第弐拾斬   | 通販 その③                | 伊藤俊介       | 近藤律子   |
| 第弐拾壱斬 | むかしばなし つるの恩返し | 伊藤俊介       | 森元温子   |
| 第弐拾弐斬 | アカメ と クロメ          | 伊藤俊介       | 山岡奈保子 |
| 第弐拾参斬 | 旅立ち                    | 伊藤俊介       | 渡邉亜彩美 |
| 第弐拾肆斬 | 打ち上げパーティー        | 田村正文       | 田村正文   |

### BD / DVD
| 巻 | 発売日         | 収録話          | 規格品番   | 規格品番   |
| 巻 | 発売日         | 収録話          | BD         | DVD        |
| -- | -------------- | --------------- | ---------- | ---------- |
| 1  | 2014年10月15日 | 第1話 - 第3話   | TBR-24631D | TDV-24641D |
| 2  | 2014年11月19日 | 第4話 - 第6話   | TBR-24632D | TDV-24642D |
| 3  | 2014年12月17日 | 第7話 - 第9話   | TBR-24633D | TDV-24643D |
| 4  | 2015年1月21日  | 第10話 - 第12話 | TBR-24634D | TDV-24644D |
| 5  | 2015年2月18日  | 第13話 - 第15話 | TBR-24635D | TDV-24645D |
| 6  | 2015年3月18日  | 第16話 - 第18話 | TBR-24636D | TDV-24646D |
| 7  | 2015年4月15日  | 第19話 - 第21話 | TBR-24637D | TDV-24647D |
| 8  | 2015年5月20日  | 第22話 - 第24話 | TBR-24638D | TDV-24648D |

### サウンドトラック
- アカメが斬る! オリジナルサウンドトラック1（2015年2月18日発売、JAN 4988104079466）
- アカメが斬る! オリジナルサウンドトラック2（2015年3月18日発売、JAN 4988104079497）

## パチスロ
- Sアカメが斬る! （2020年11月、七匠）[13]
- L アカメが斬る! 2（2024年7月、新日テクノロジー）[14]